# Sabueso

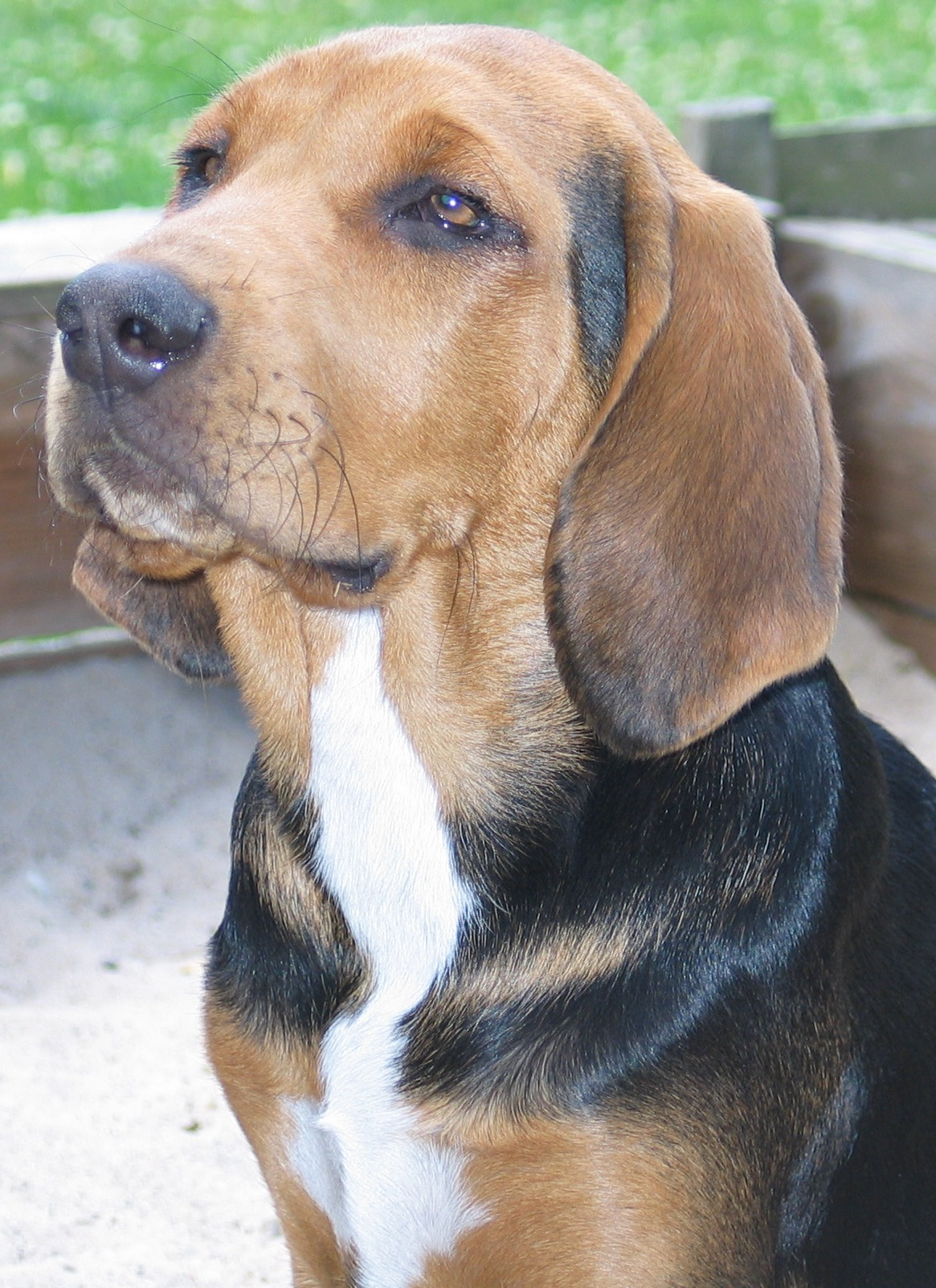
un perro sabueso, raza polish hound

Los sabuesos son diferentes razas de perros domésticos, de olfato muy agudo y por ello muy aptos para la caza; se incluyen en esta denominación diversas razas de tamaño mediano o grande, pelaje uniforme y hocico alargado. En sentido amplio, sabueso también designa a policía, detective o persona que se dedica a investigar, especialmente el que tiene intuición como para indagar, descubrir, interpretar hechos y seguir pistas.

## Razas
La FCI reúne a las distintas razas de sabuesos en el Grupo VI, dividido en Sección 1: Perros tipo sabueso, Sección 2: Perros de rastro de sangre y Sección 3: Razas semejantes.

## Perros tipo sabueso

### Talla grande

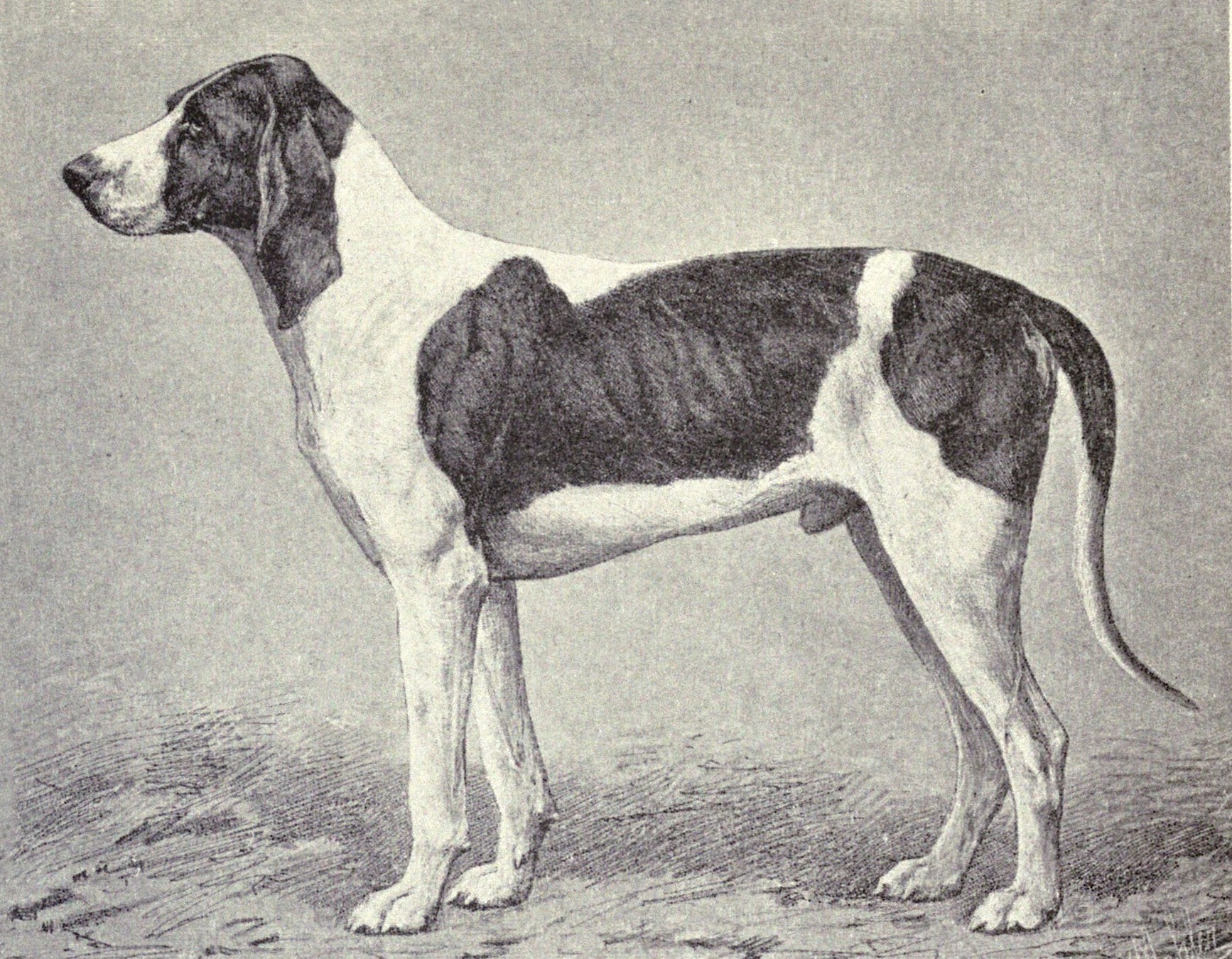
Billy
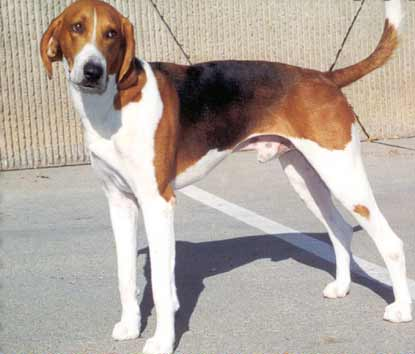
Foxhound americano
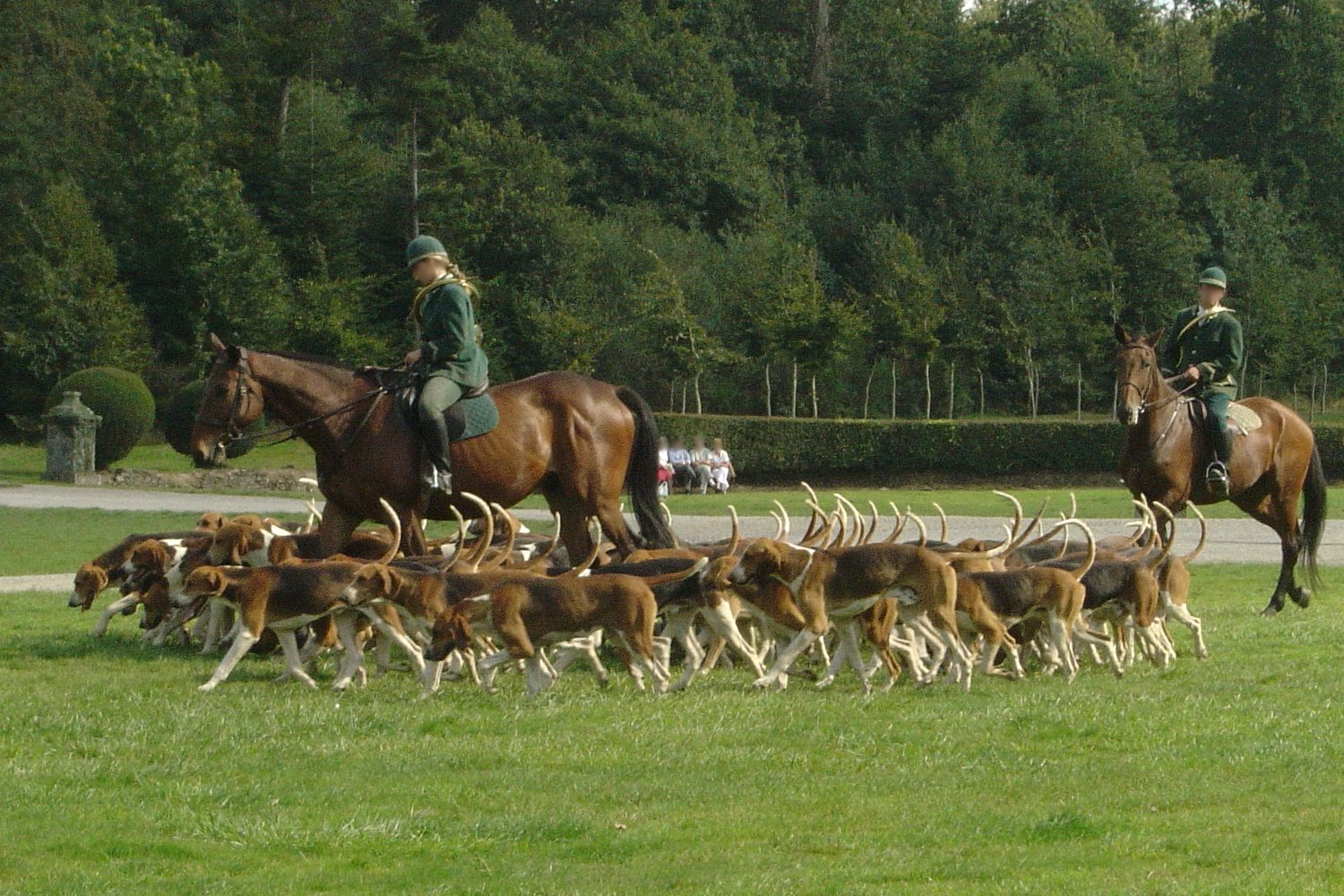
Foxhound inglés
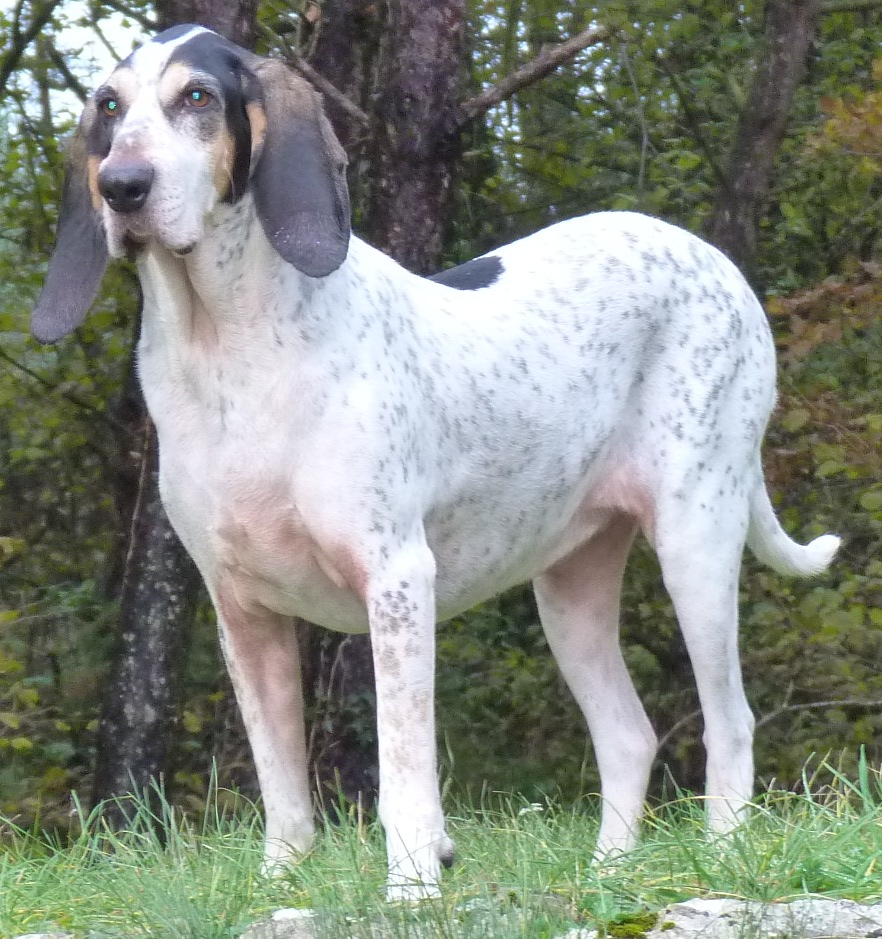
Gascon saintongeois
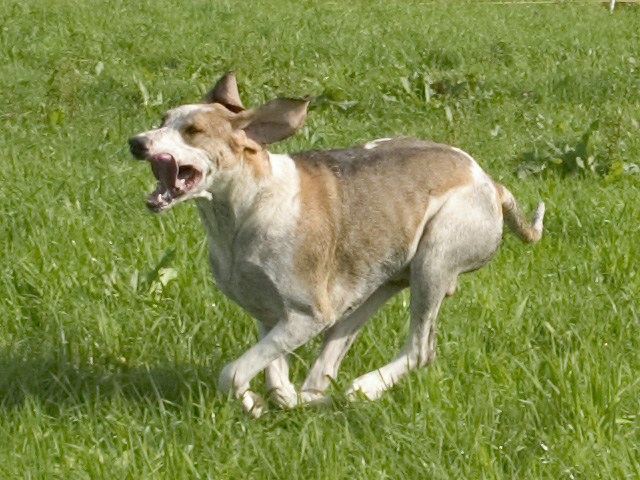
Gran sabueso anglo-francés blanco y naranja
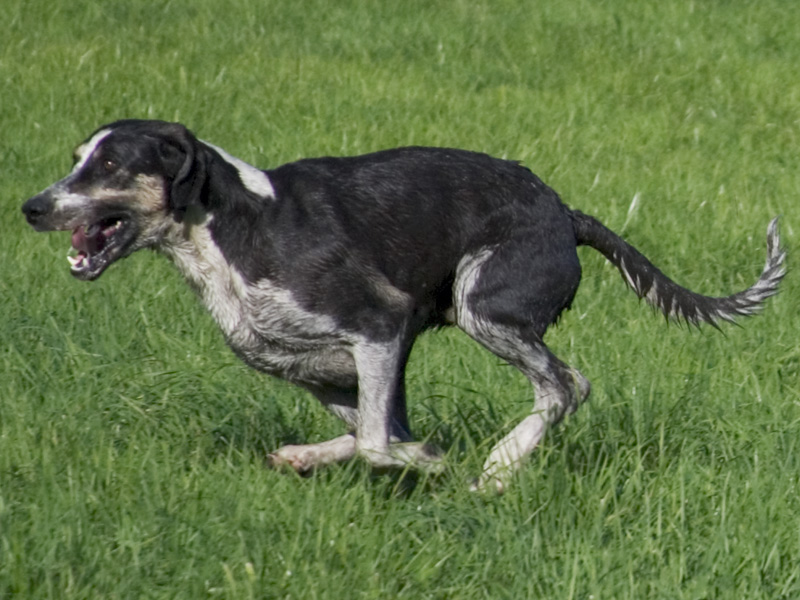
Gran sabueso anglo-francés blanco y negro
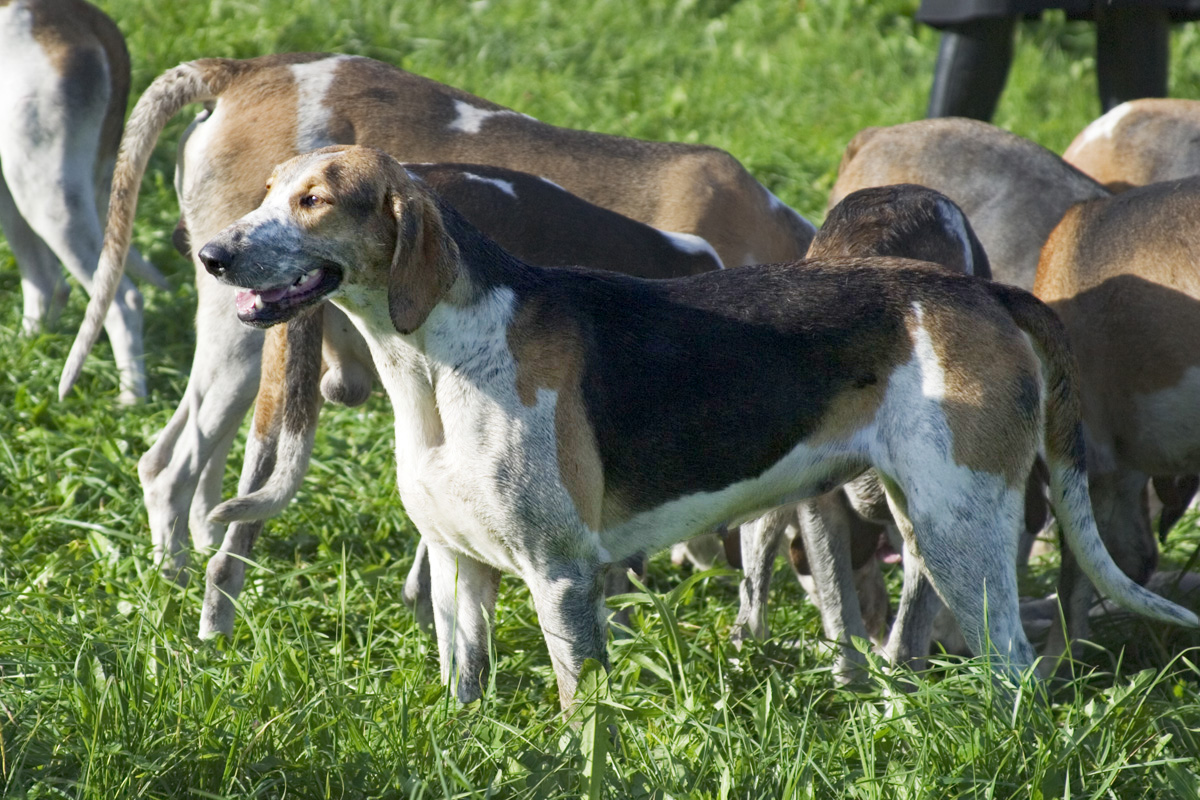
Gran sabueso anglo-francés tricolor
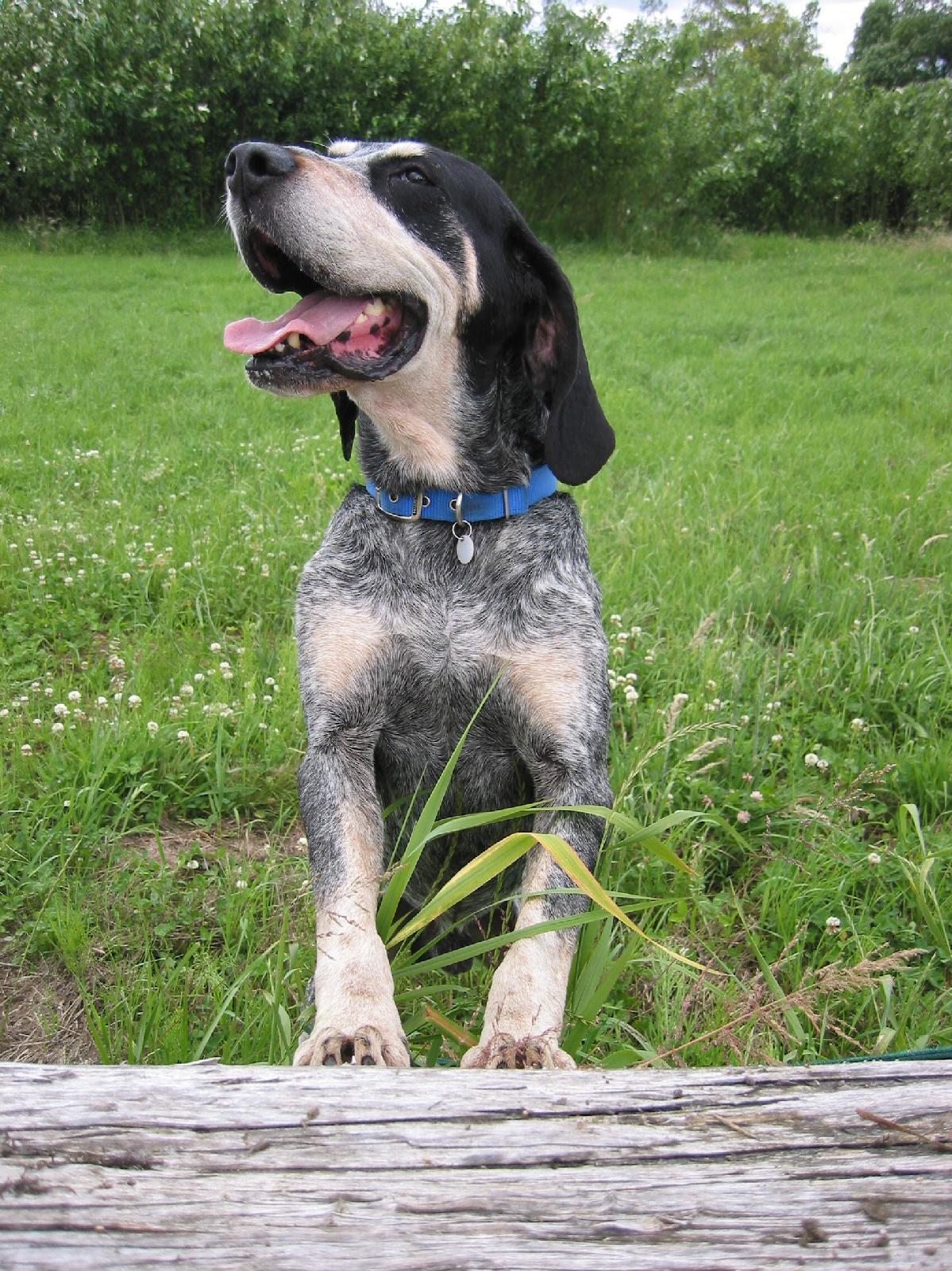
Gran sabueso azul de Gascuña
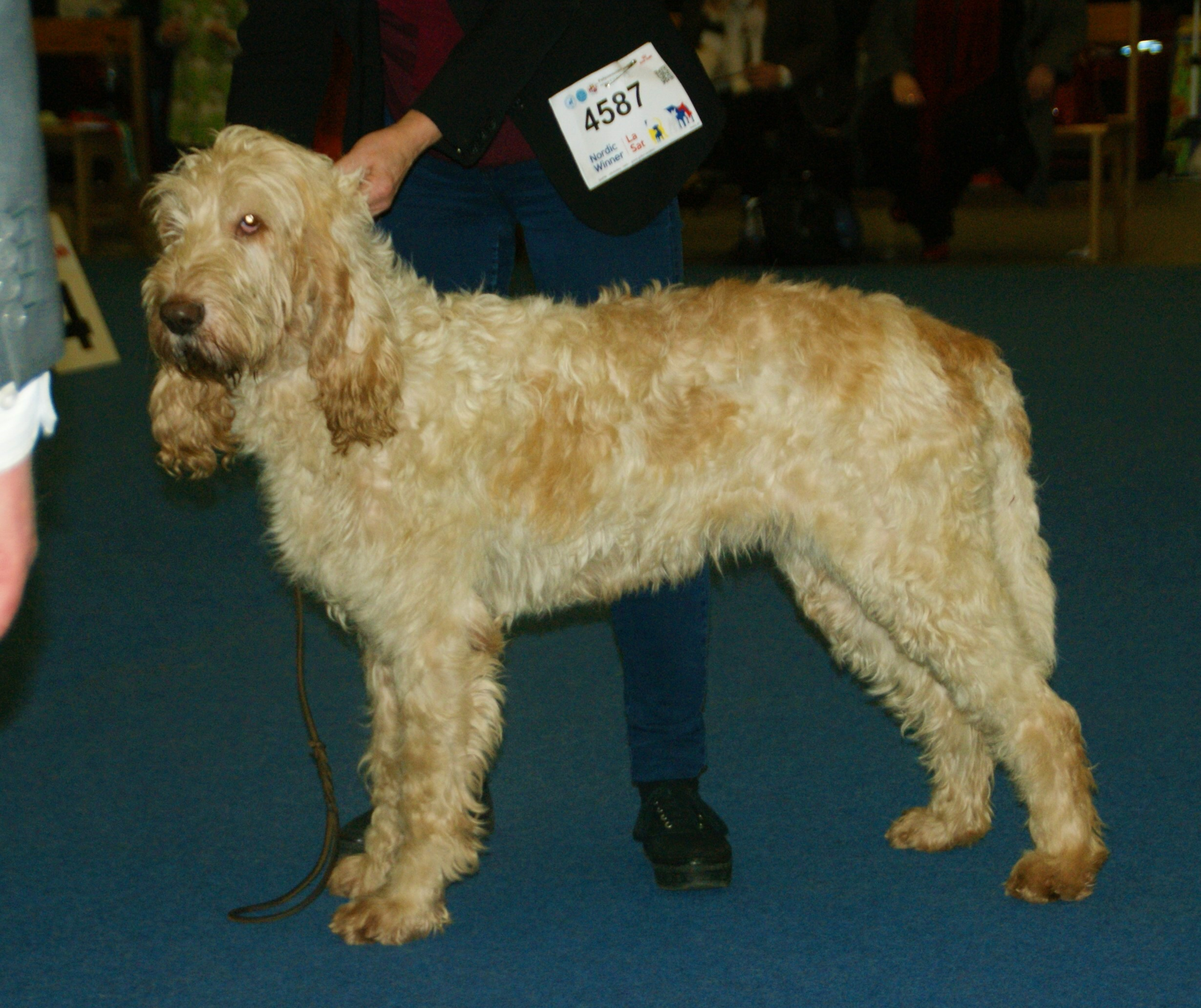
Grifón vandeano grande
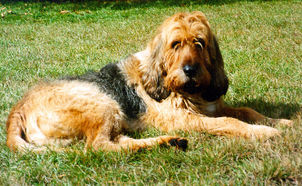
Perro de nutria
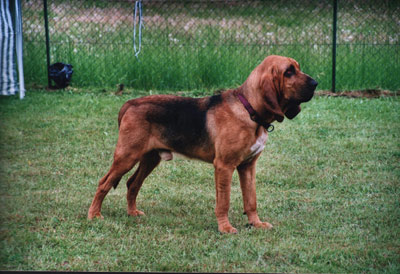
Perro de San Huberto
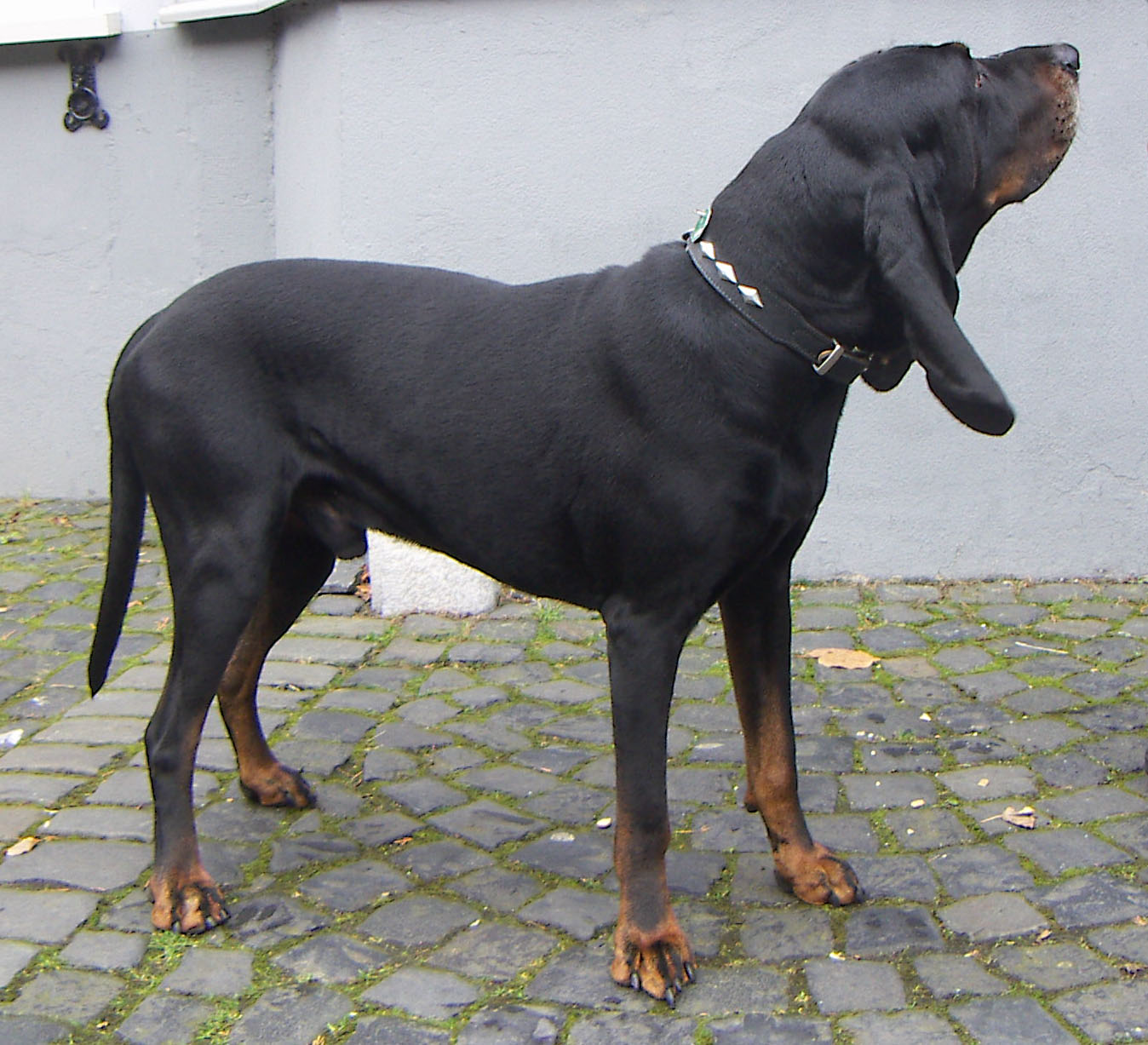
Perro negro y fuego para la caza del mapache
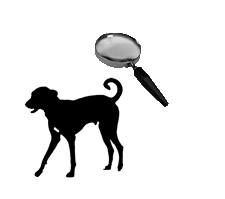
Sabueso francés blanco y naranja
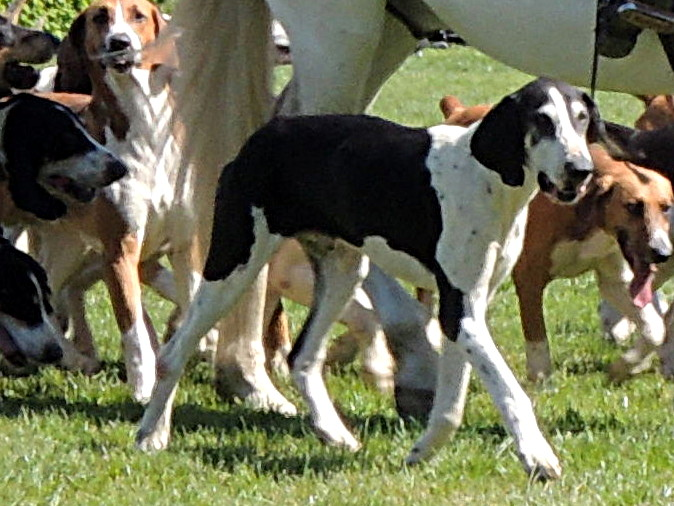
Sabueso francés blanco y negro
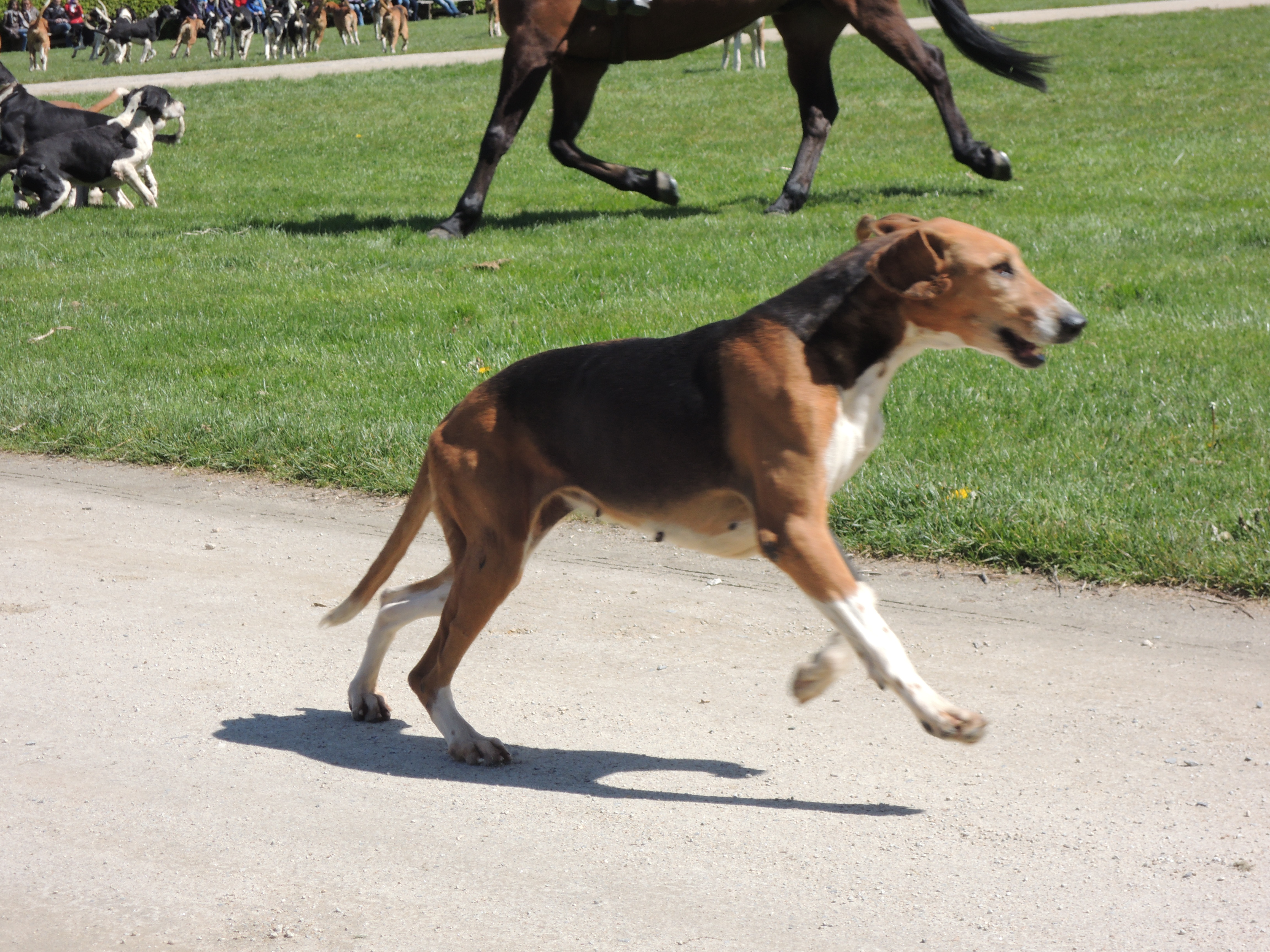
Sabueso francés tricolor
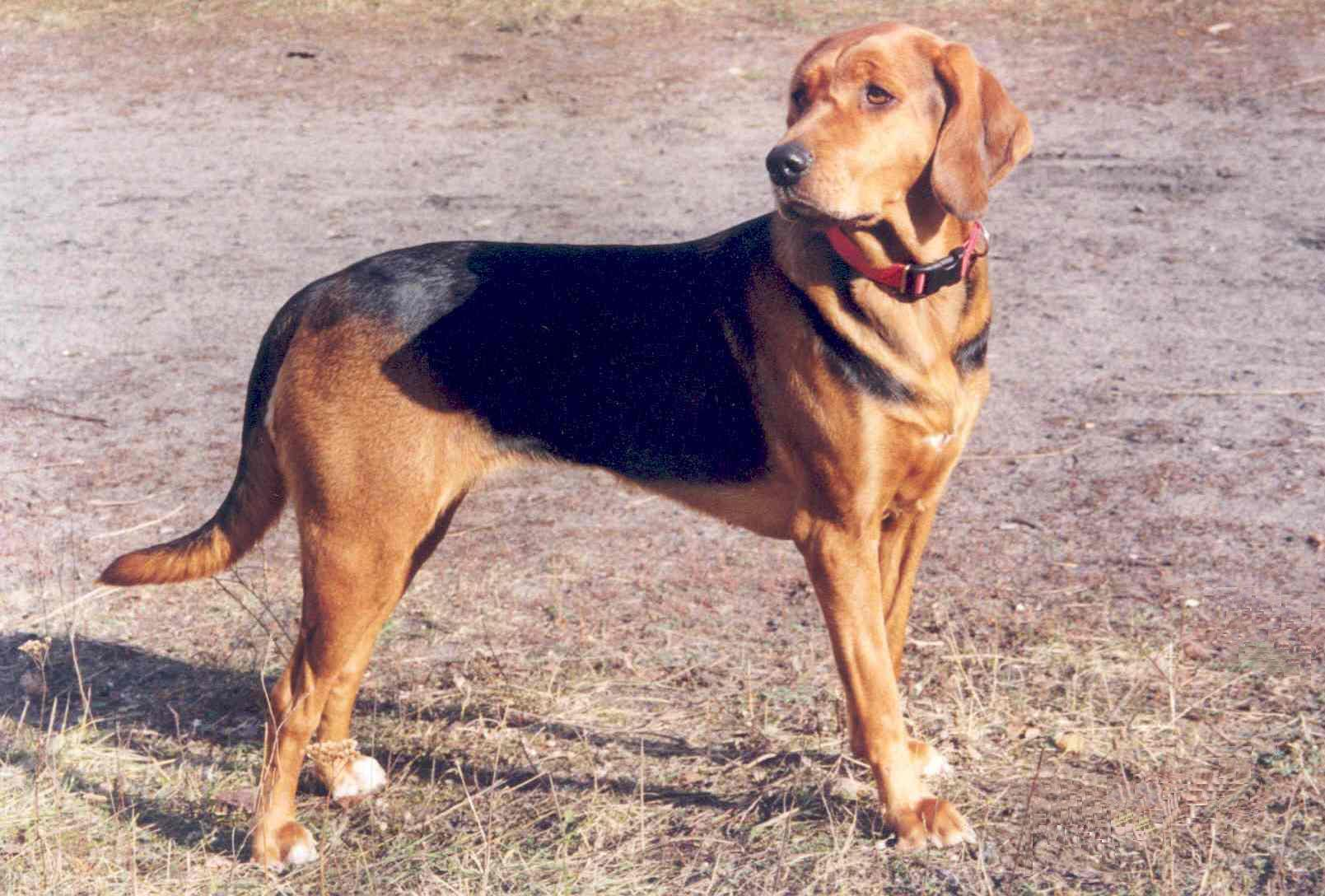
Sabueso polaco
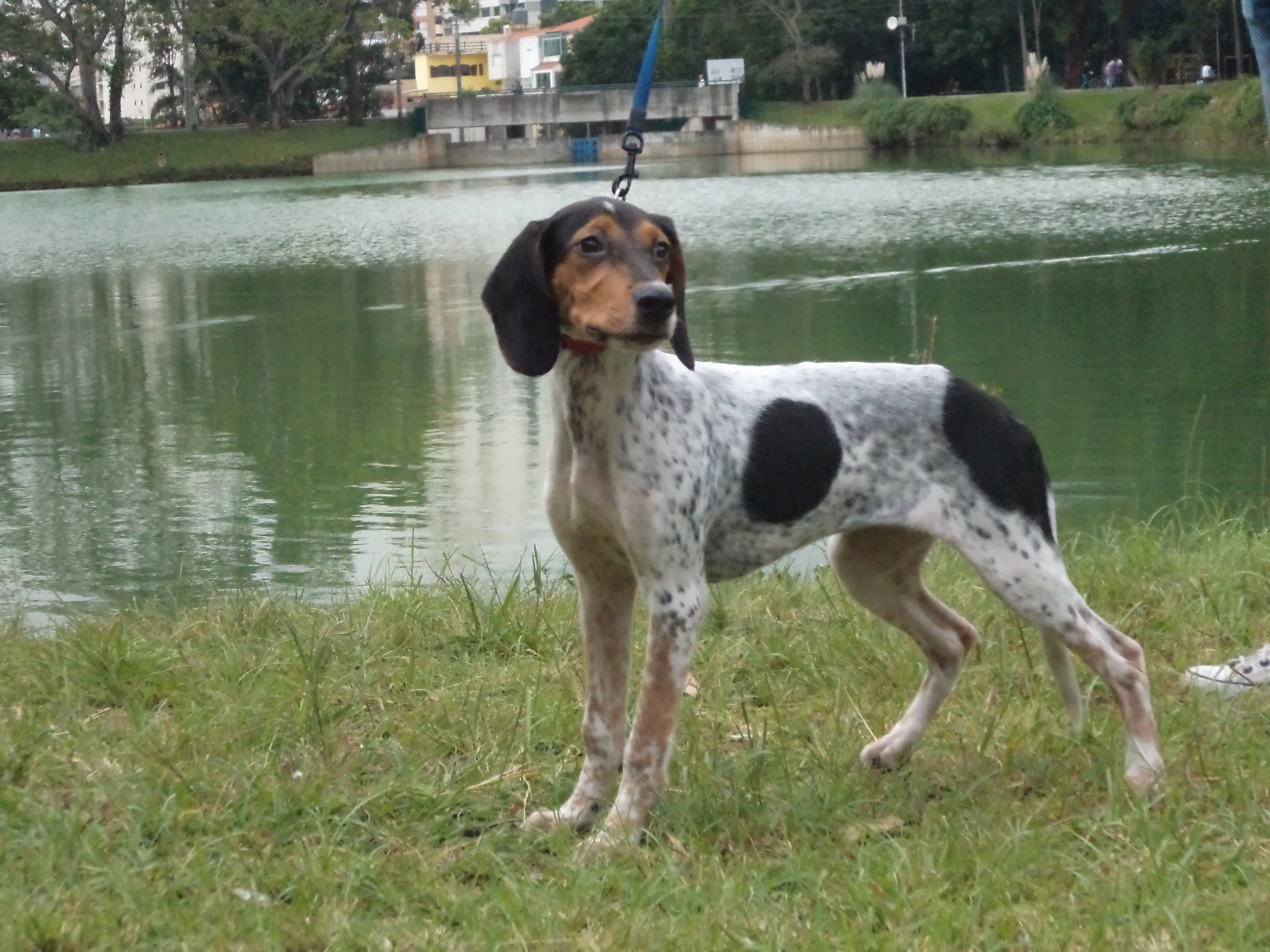
Rastreador brasileño

### Talla mediana

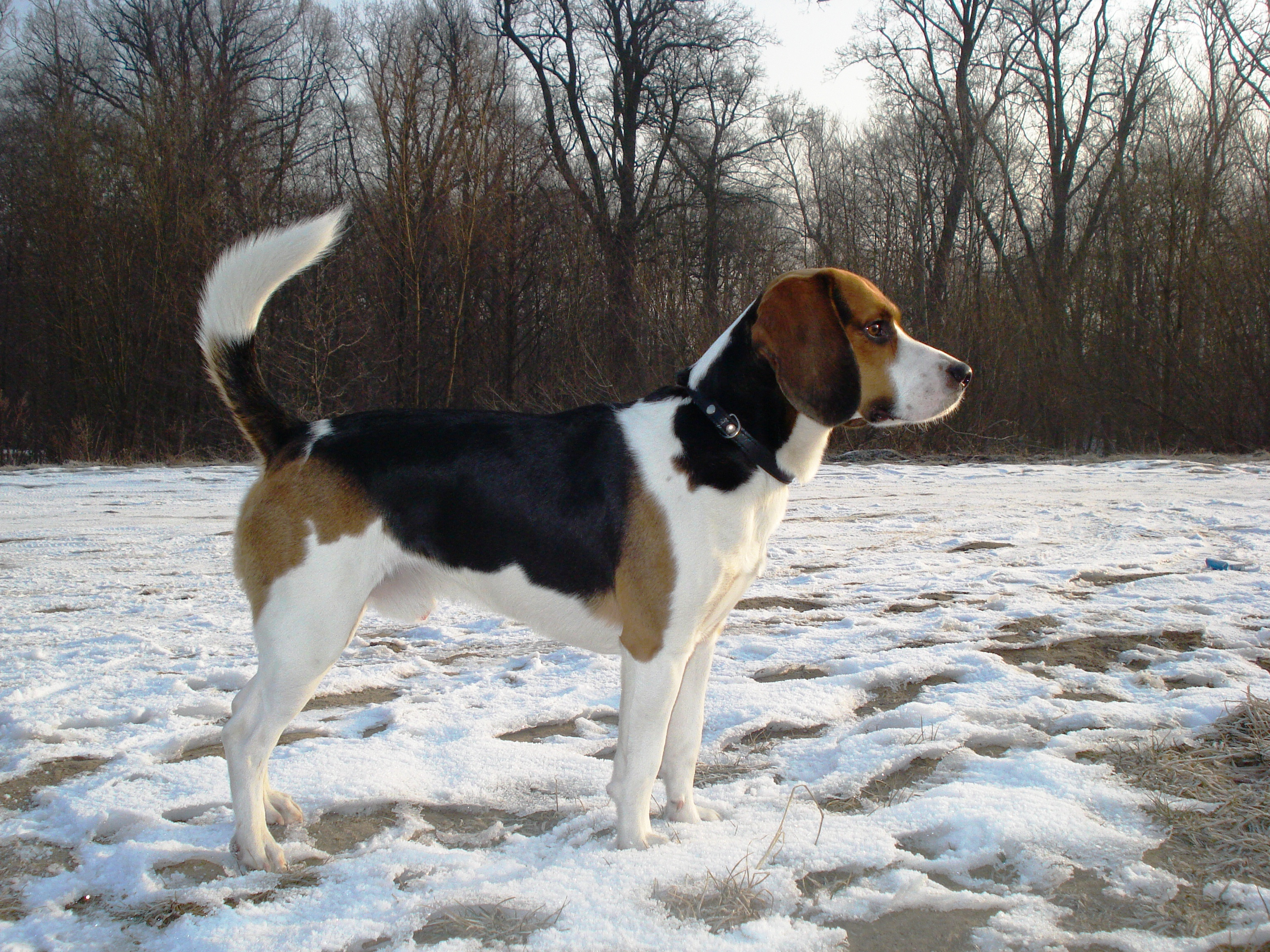
Beagle-Harrier
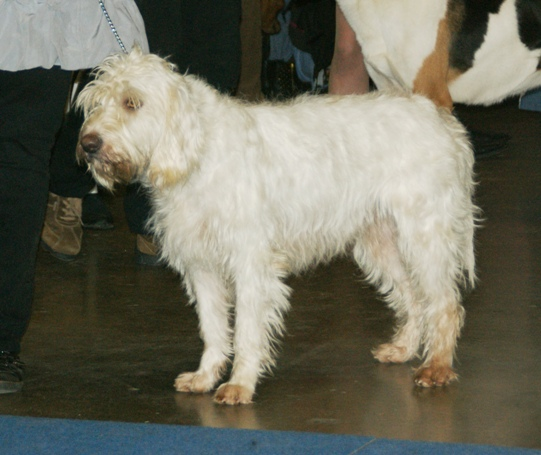
Briquet grifón vendeano
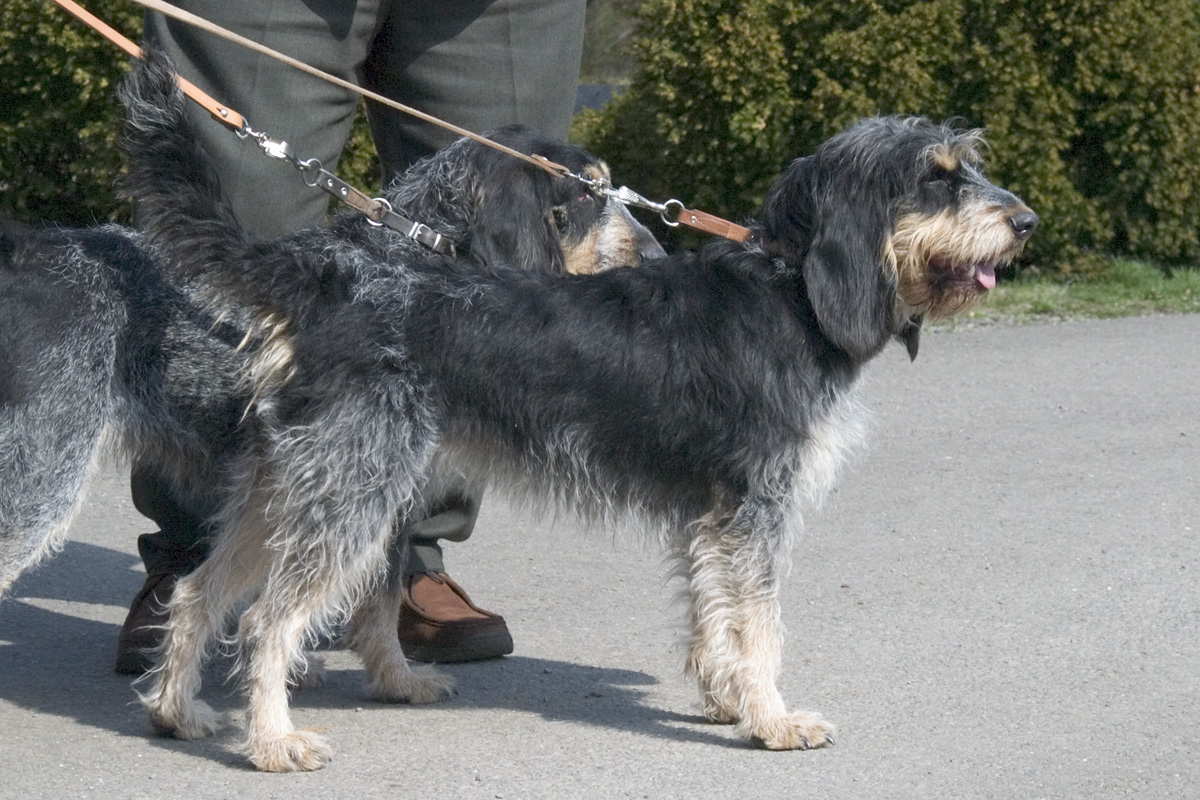
Grifón azul de Gascuña
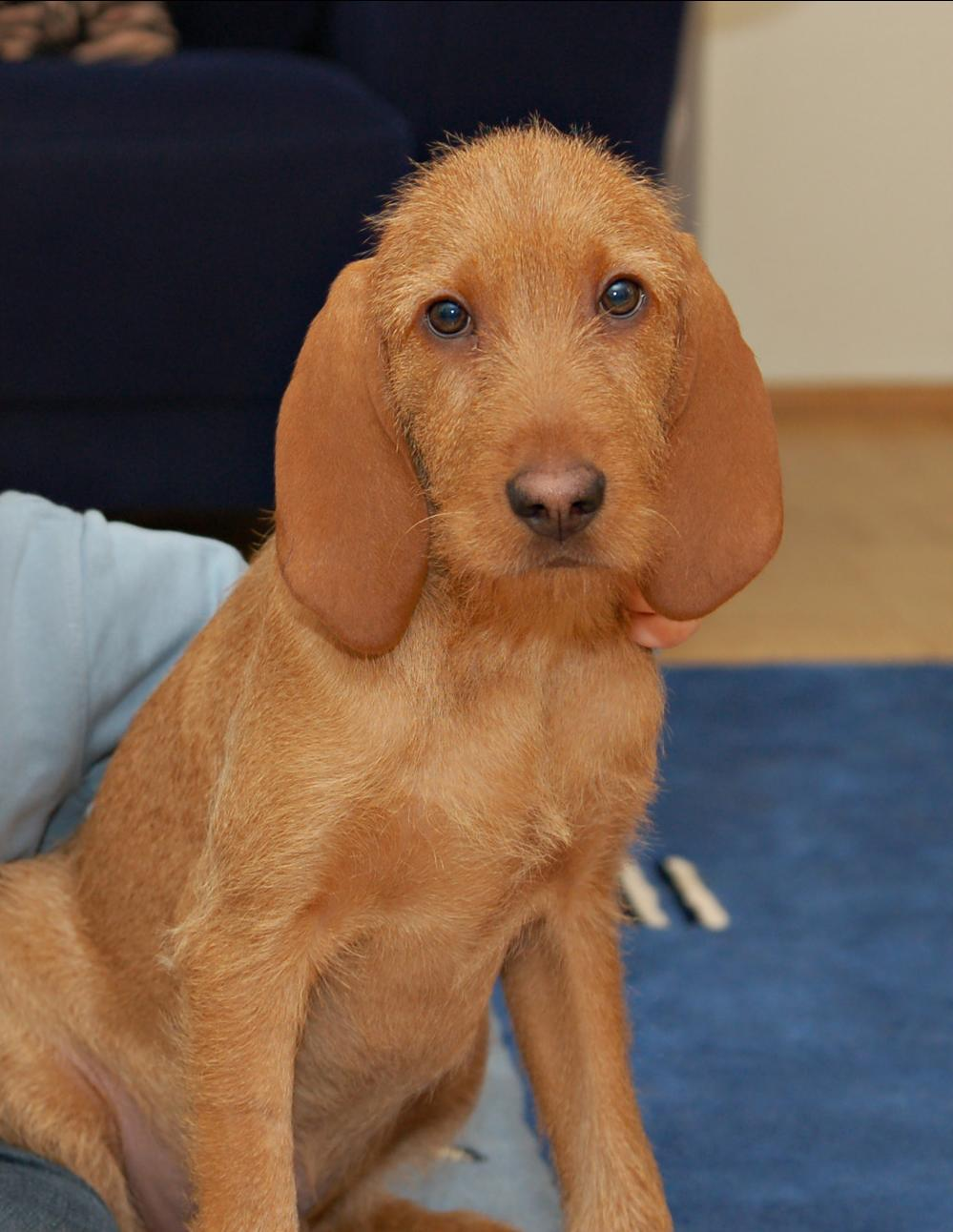
Grifón leonado de Bretaña
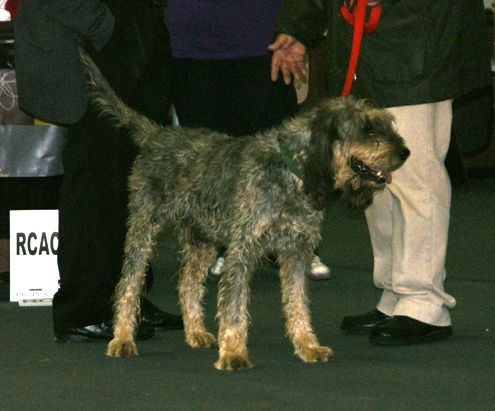
Grifón nivernais
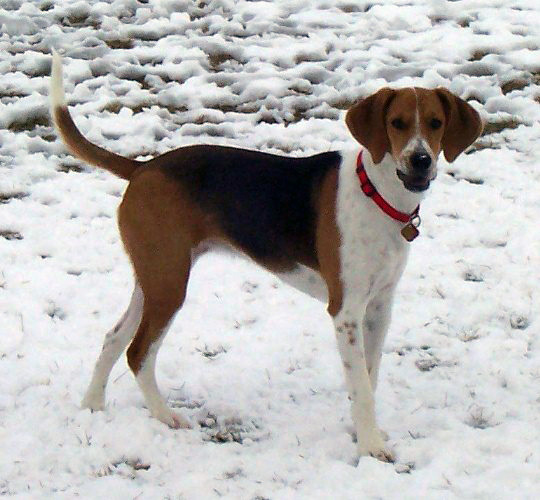
Harrier
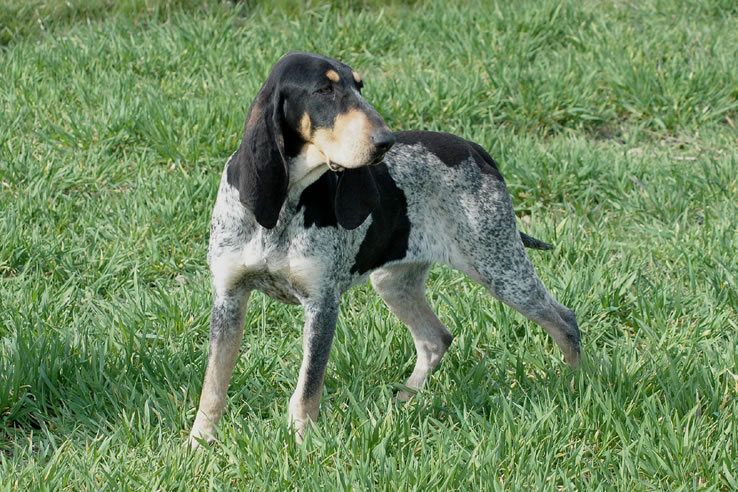
Pequeño sabueso azul de Gascuña
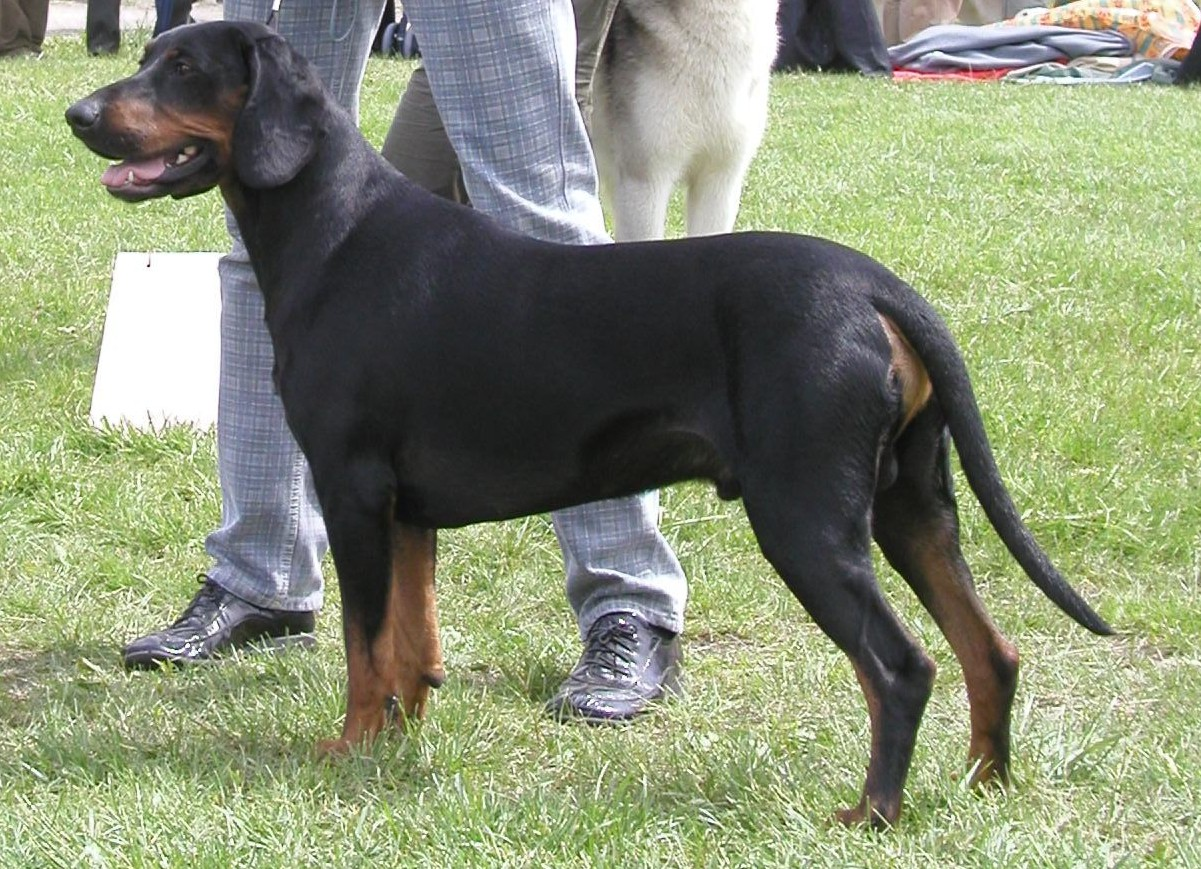
Perro de caza polaco
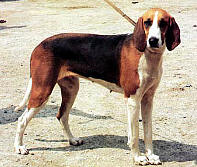
Poitevino
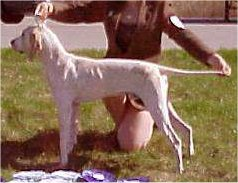
Porcelana
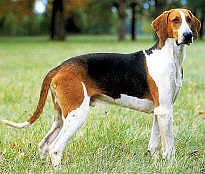
Sabueso anglo-francés mediano
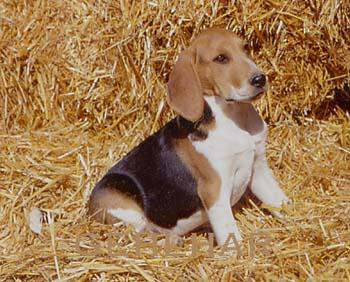
Sabueso artesiano
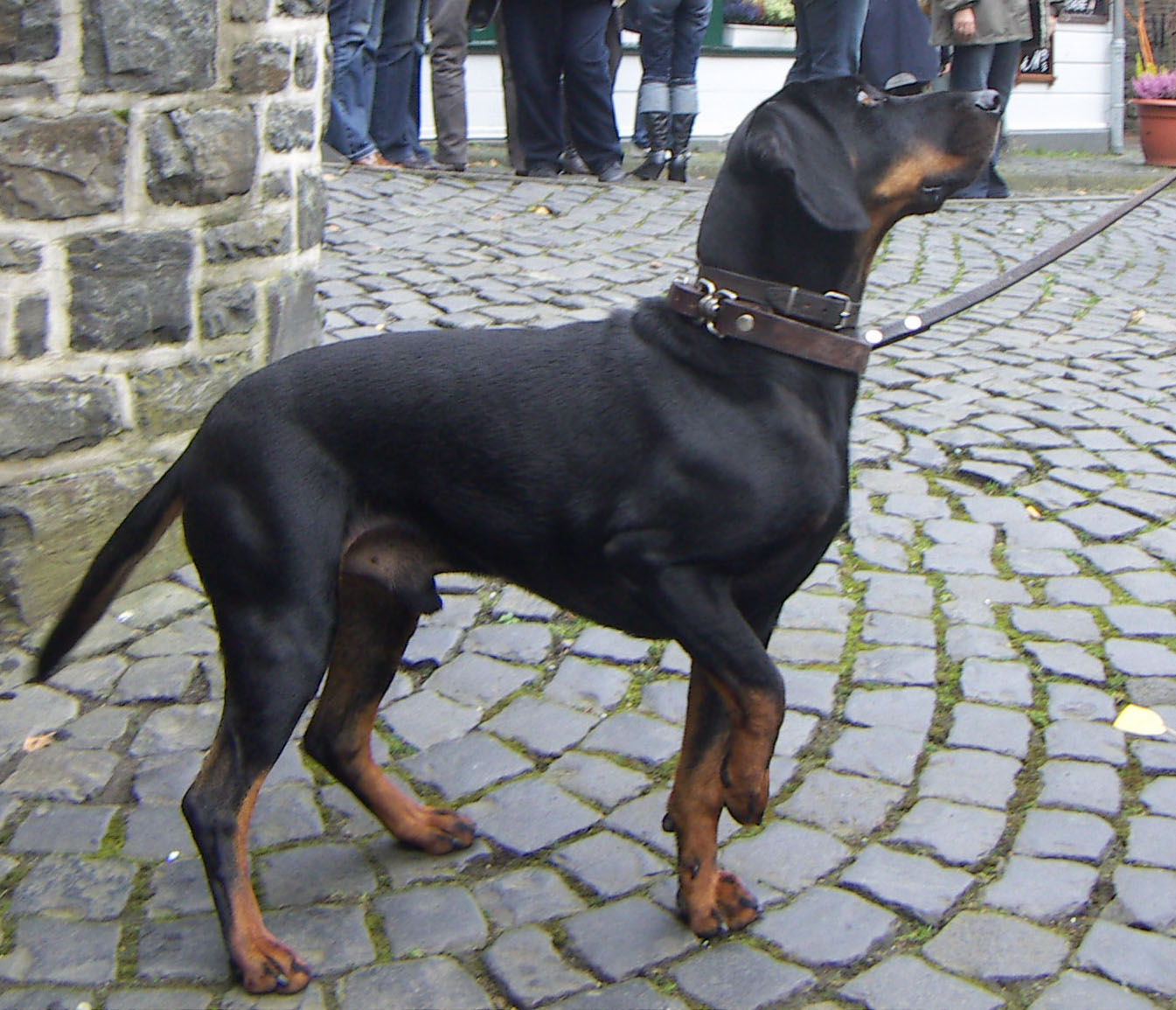
Sabueso austriaco negro y fuego
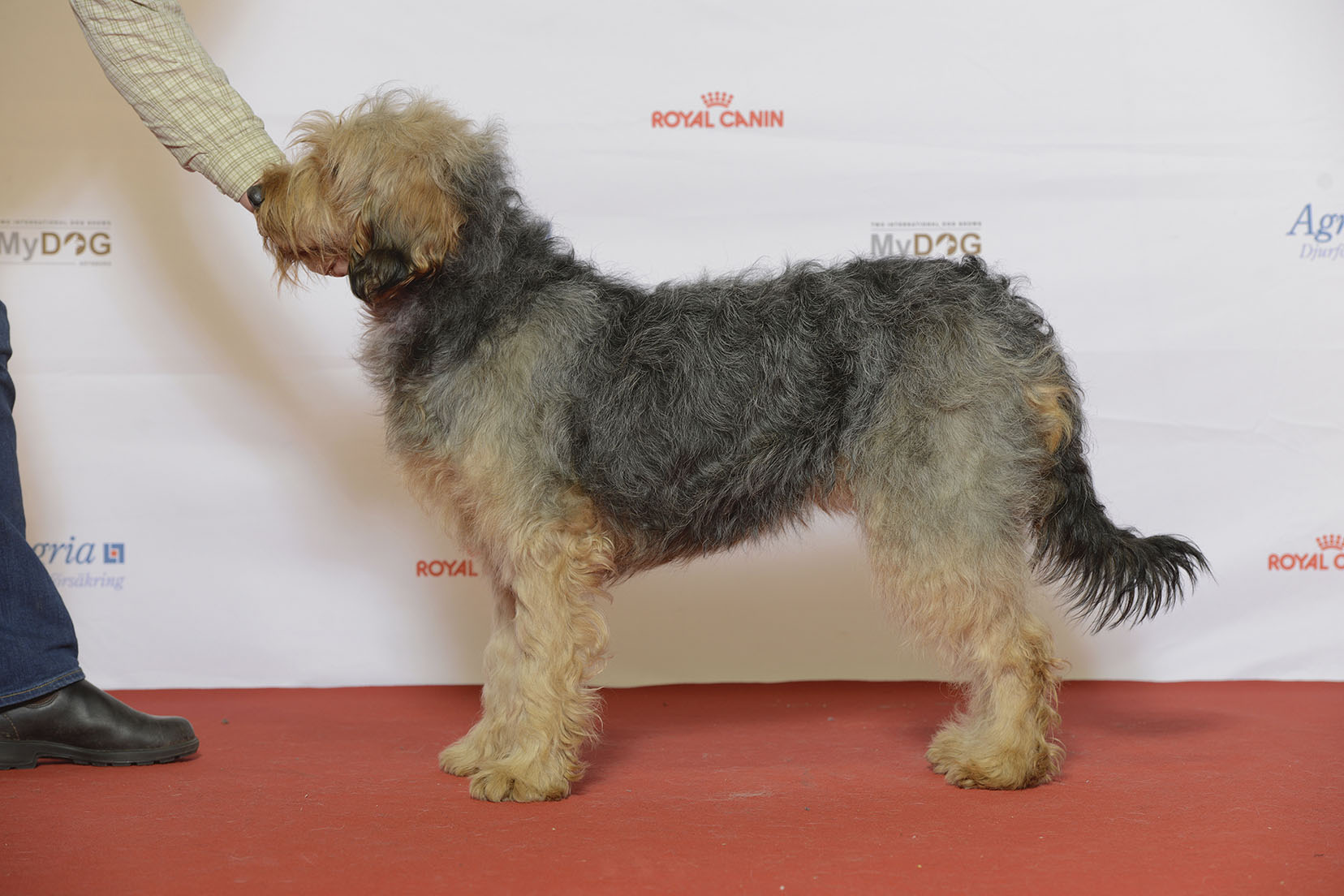
Sabueso bosnio
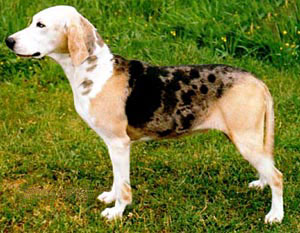
Sabueso de Dunker
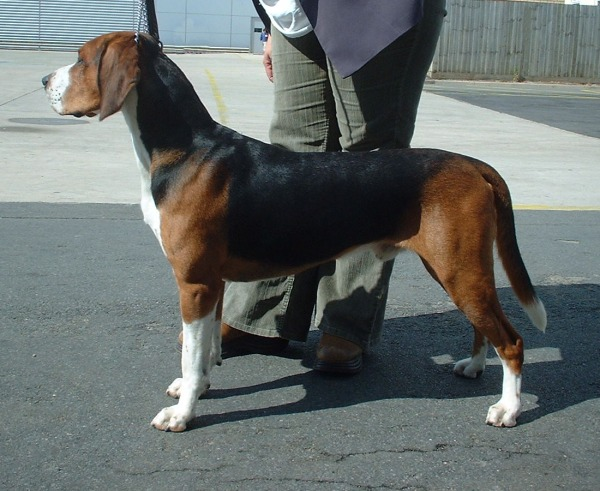
Sabueso de Hamilton
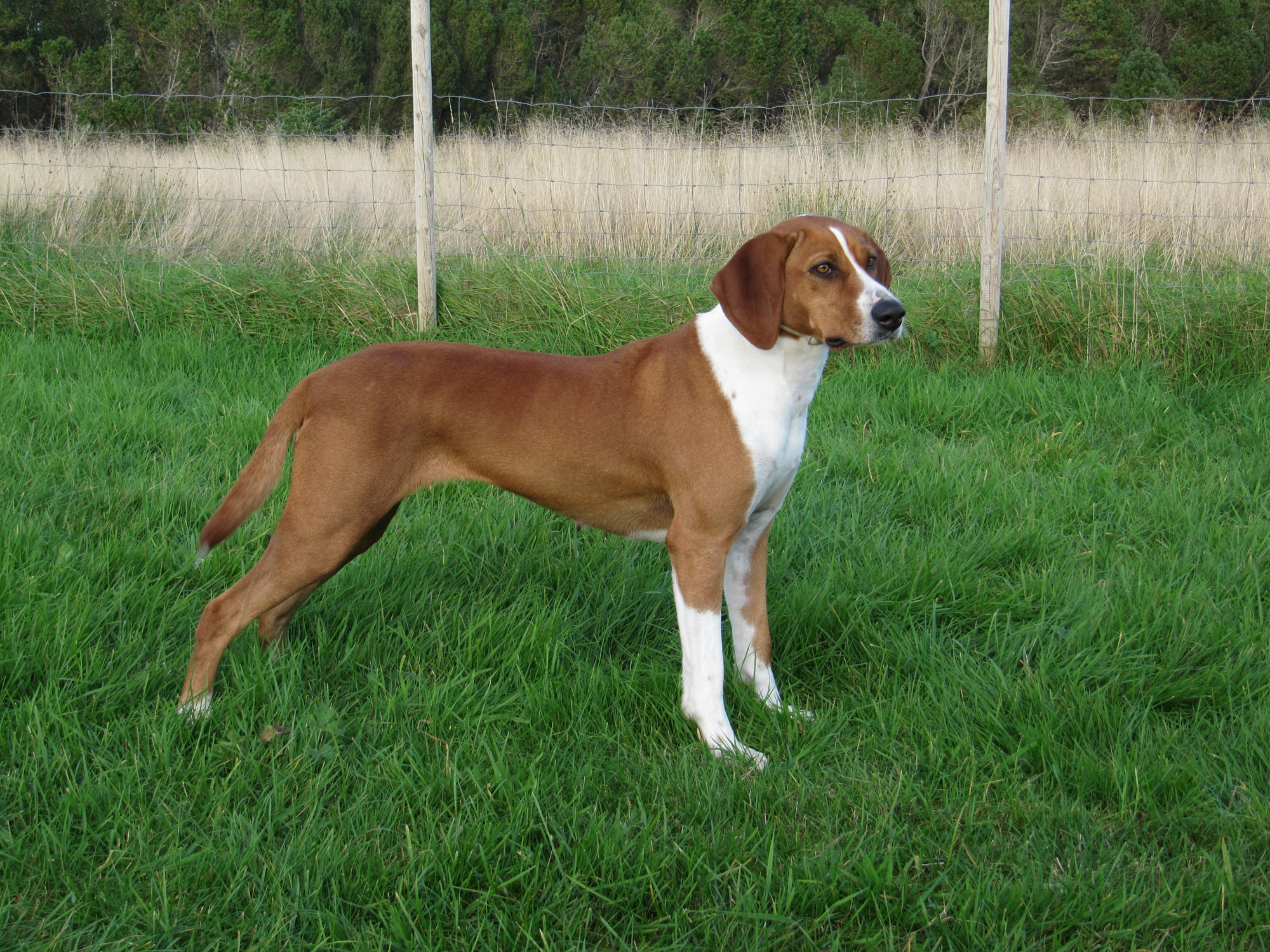
Sabueso de Hygen
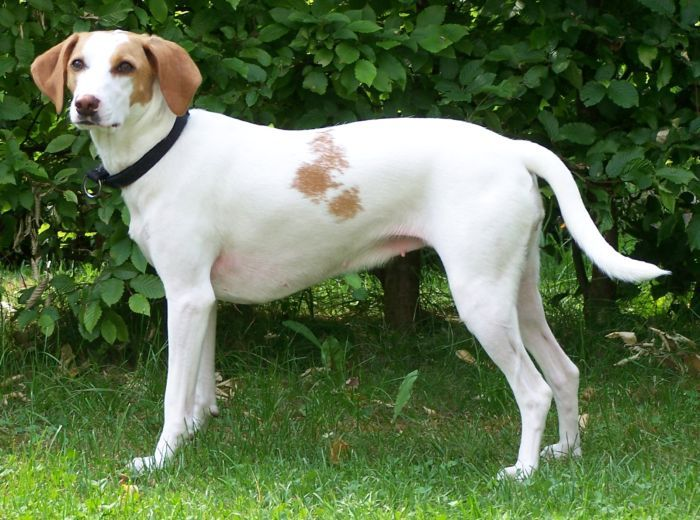
Sabueso de Istria de pelo corto
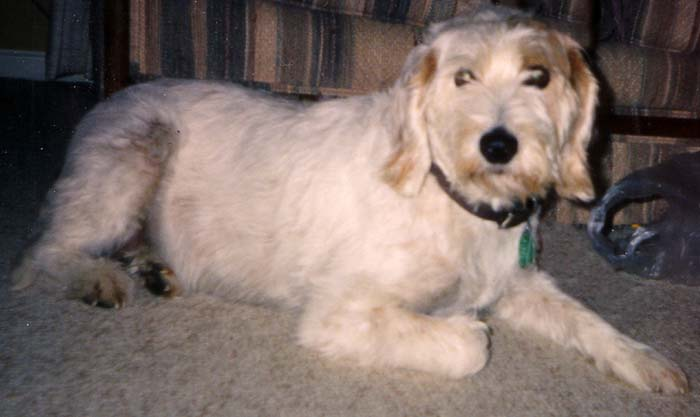
Sabueso de Istria de pelo duro
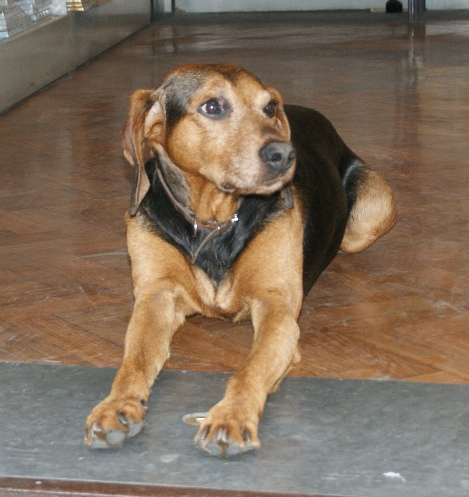
Sabueso de Maremma
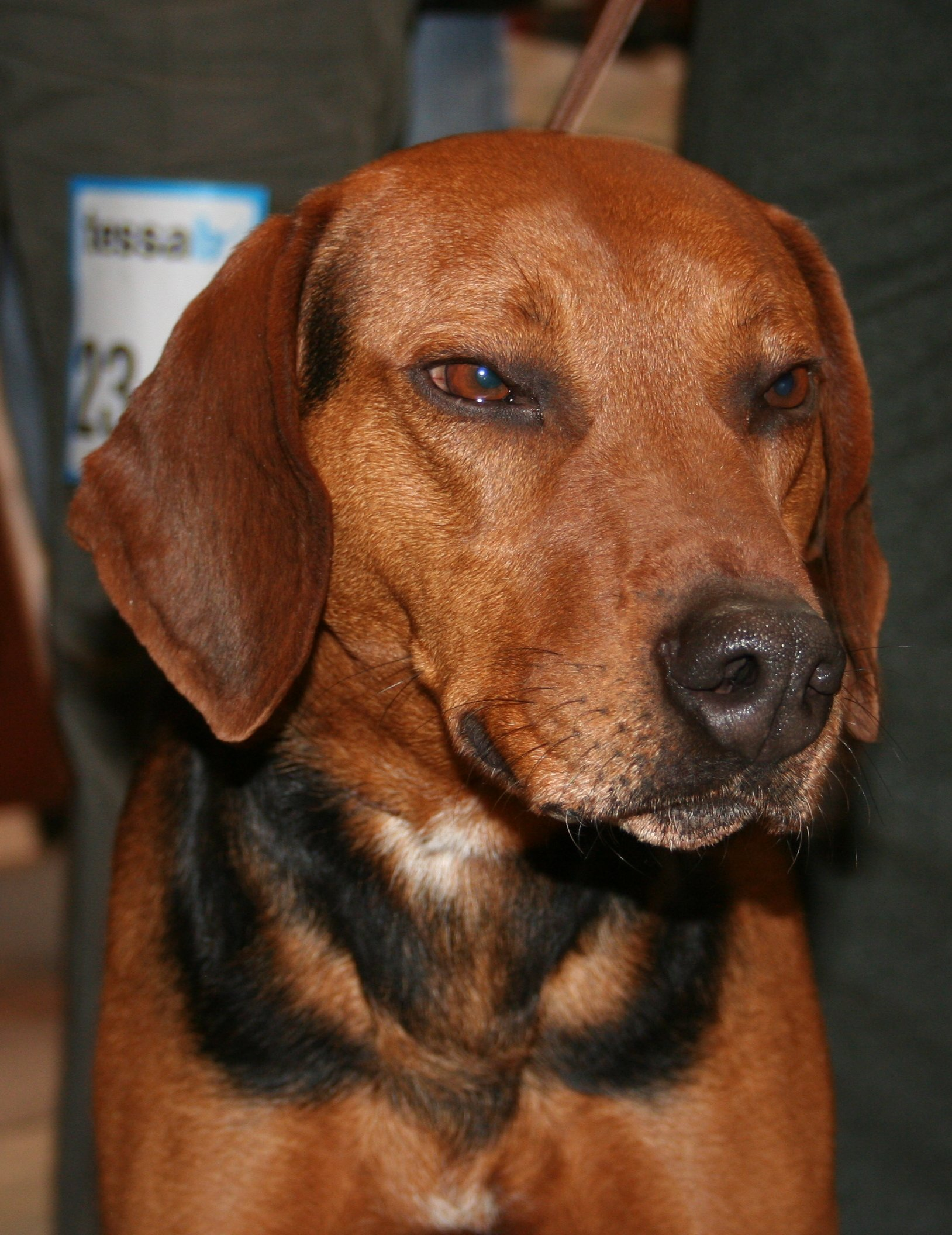
Sabueso de Schiller
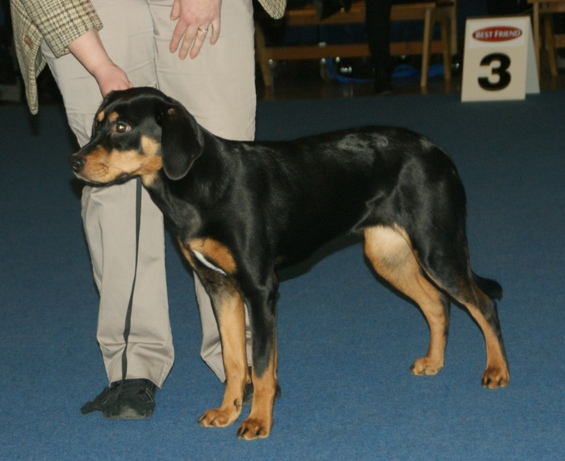
Sabueso de Smaland
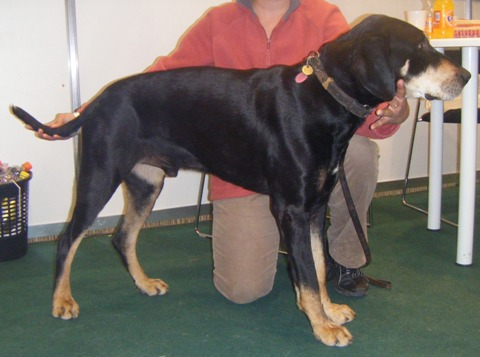
Sabueso de Transilvania
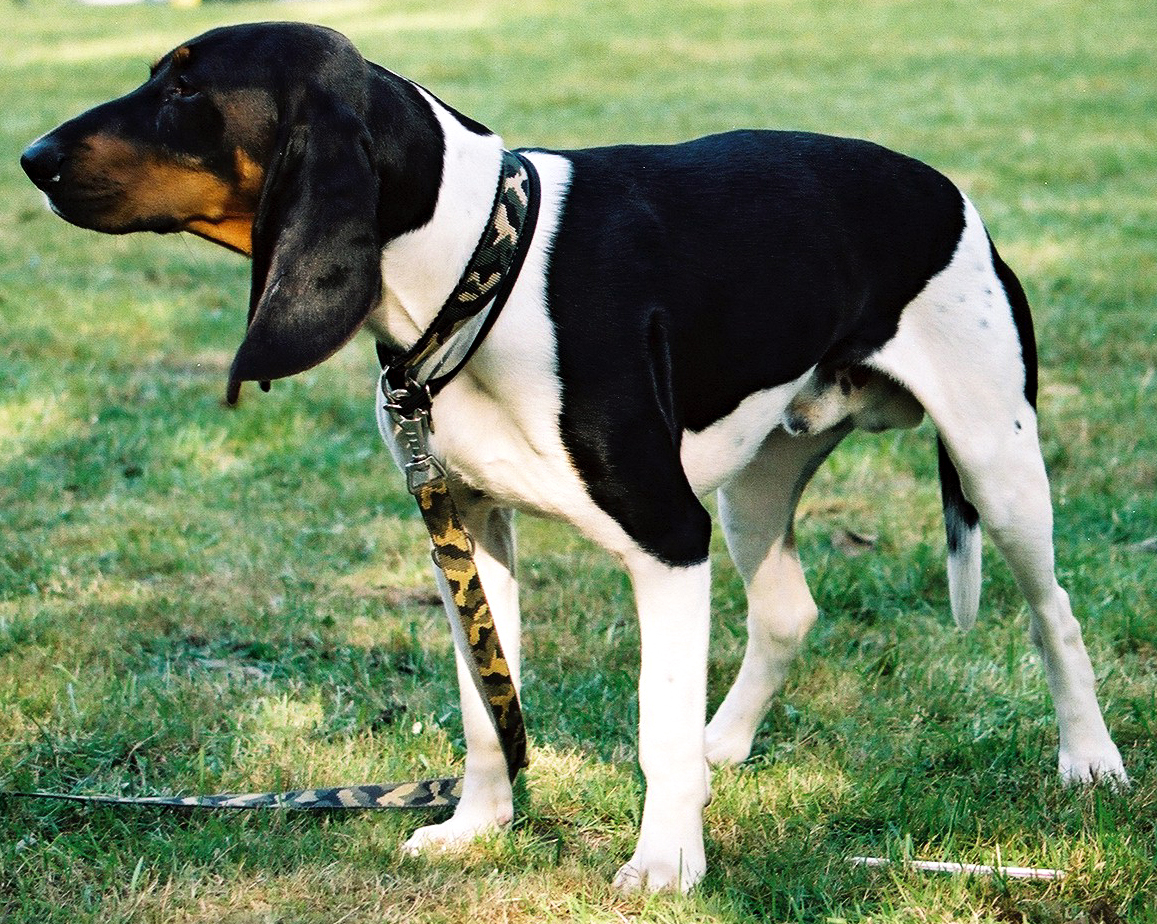
Sabueso del Ariège
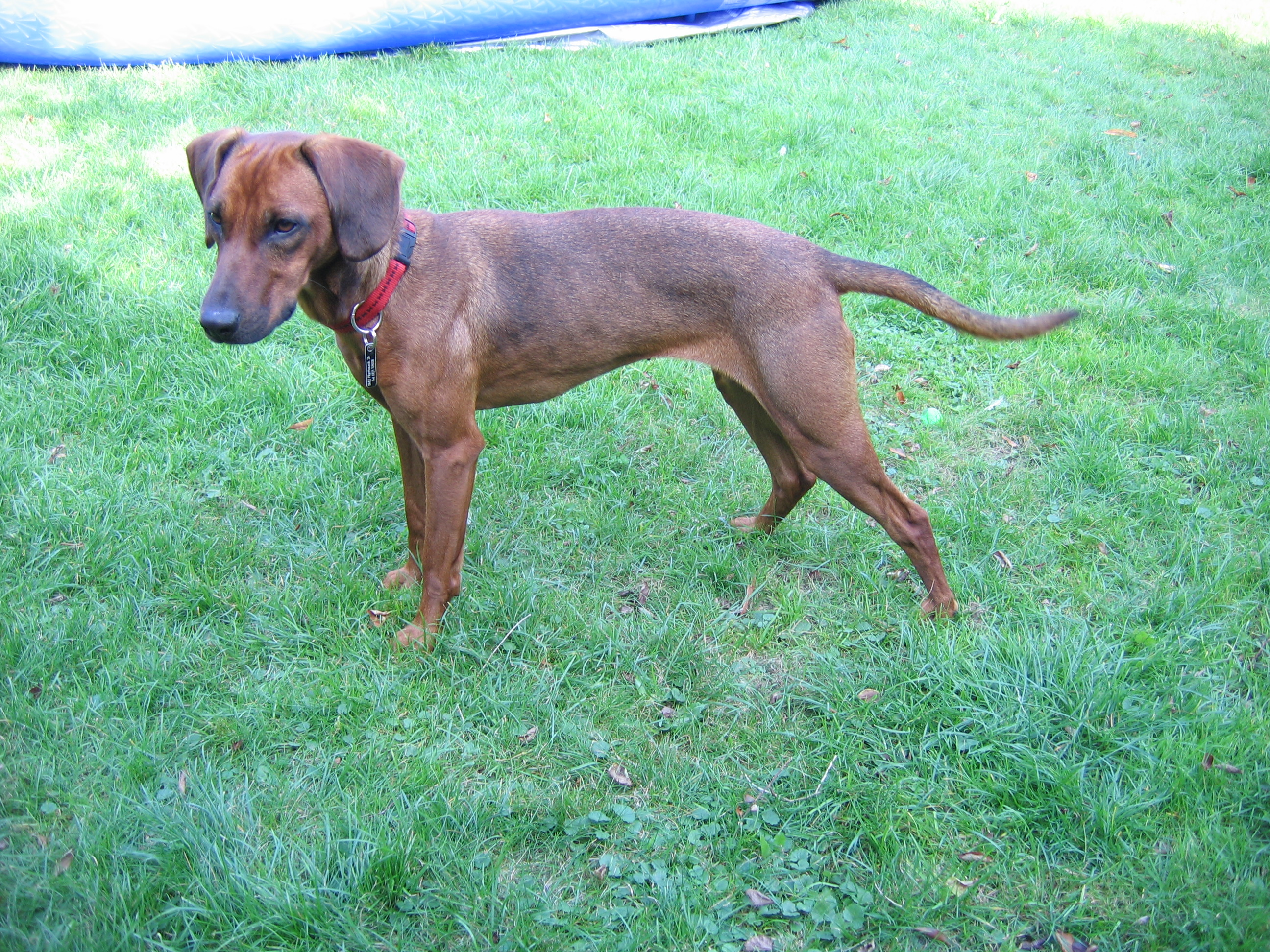
Sabueso del Tirol
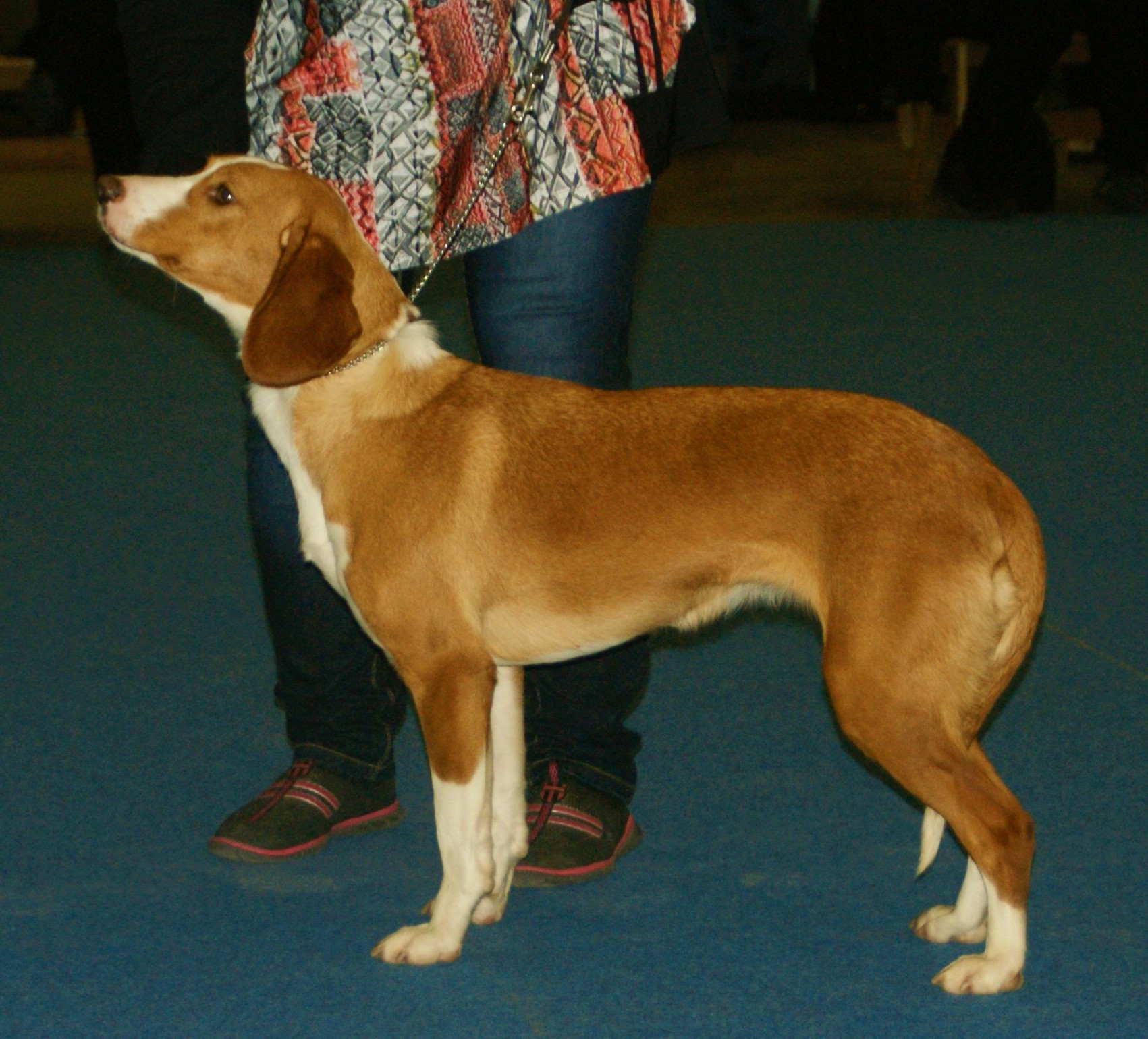
Sabueso del valle de Save
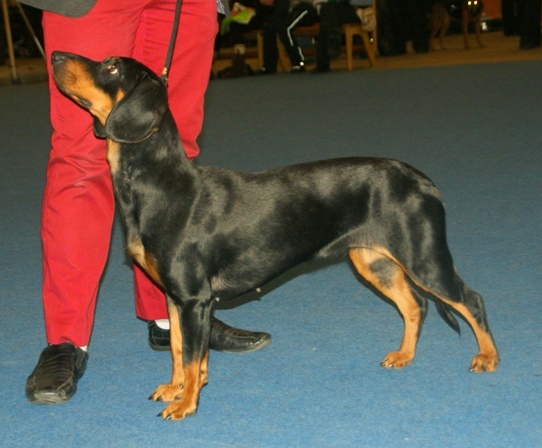
Sabueso eslovaco
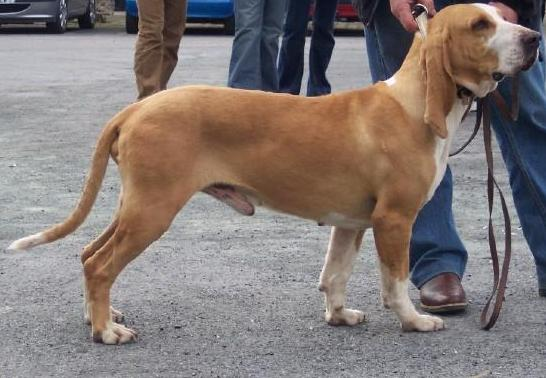
Sabueso español
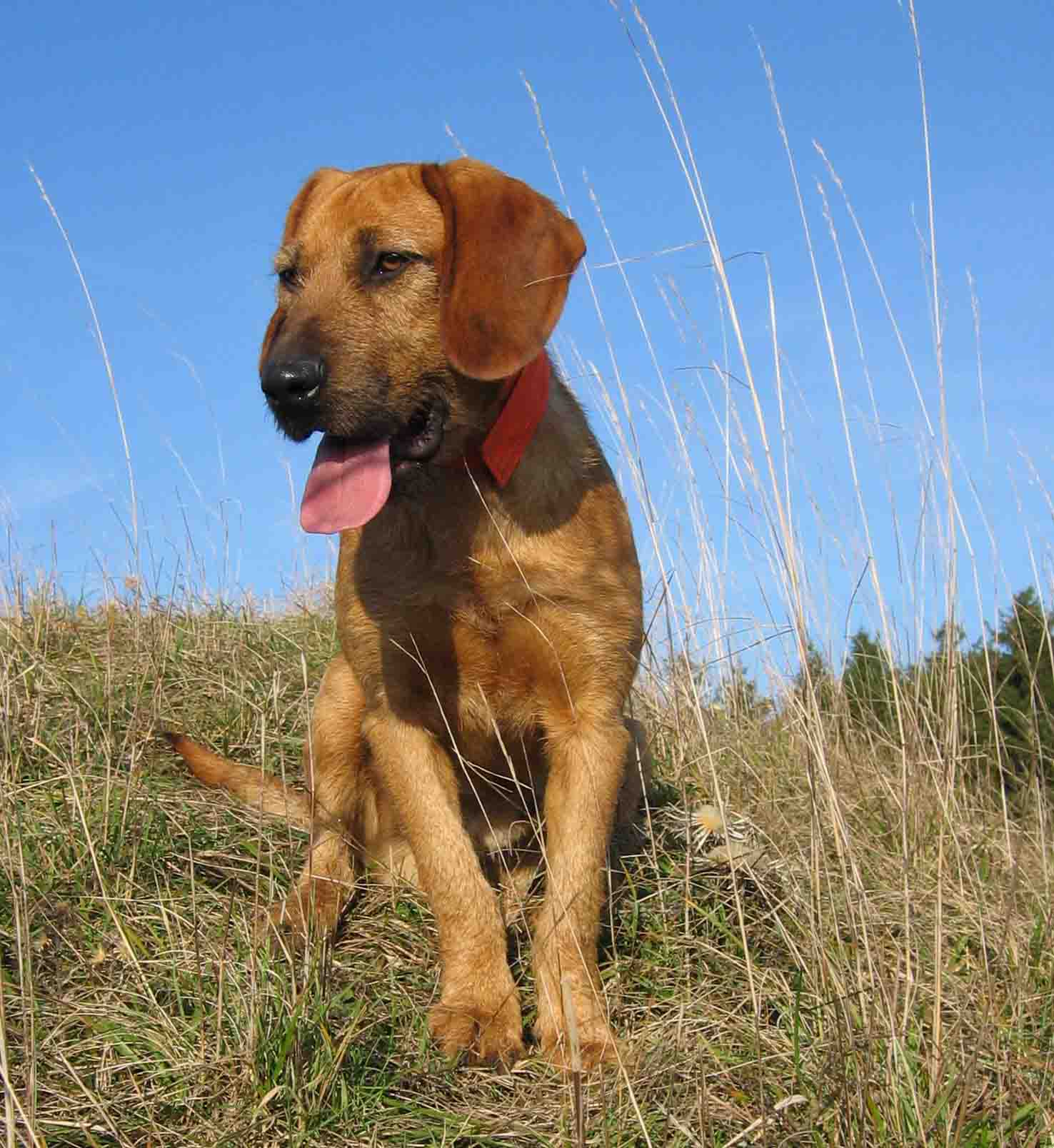
Sabueso estirio de pelo duro
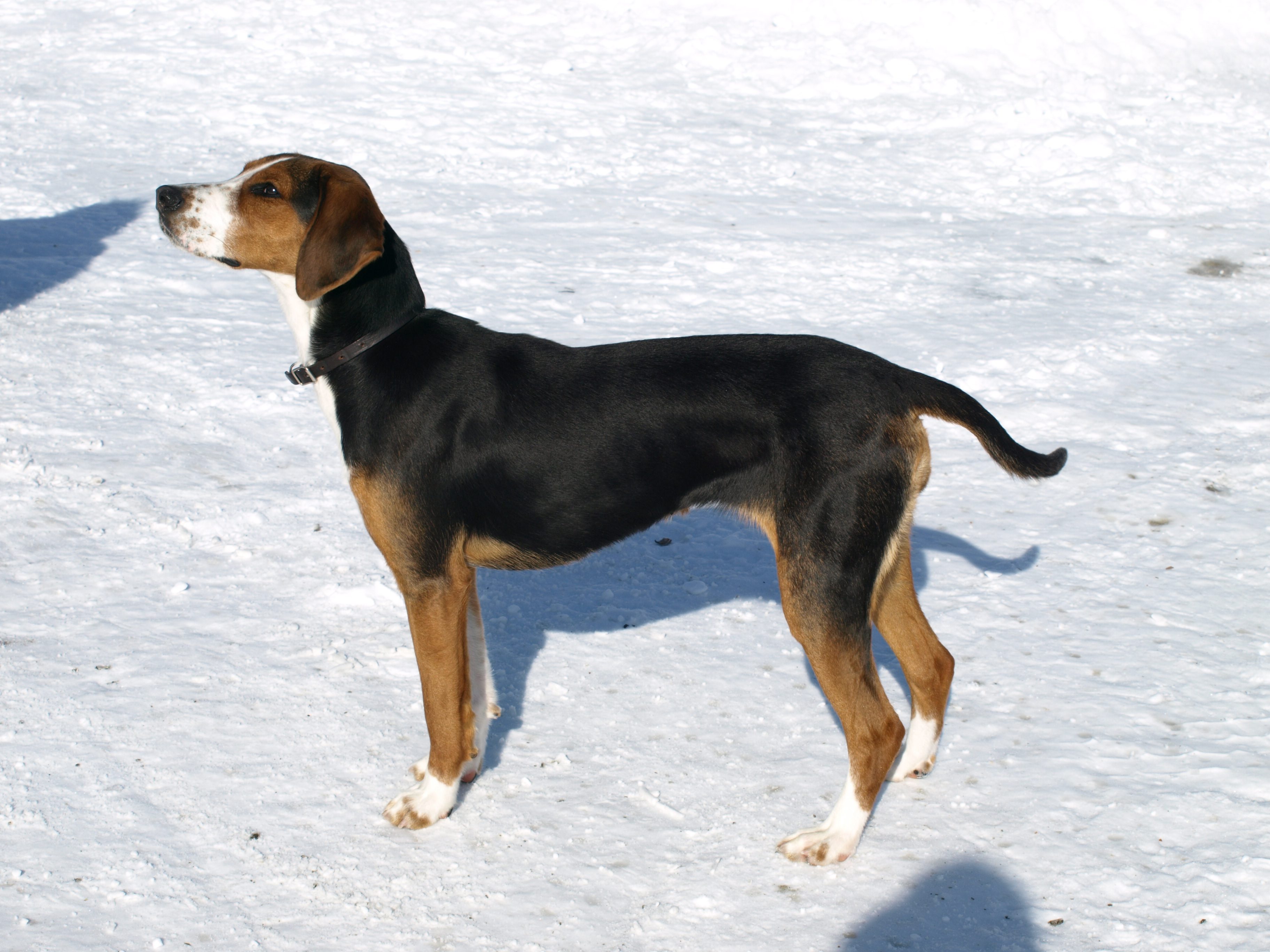
Sabueso finlandés
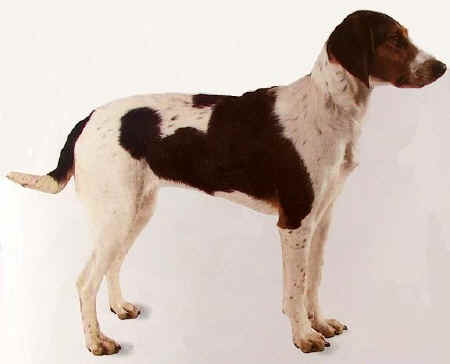
Sabueso de Halden
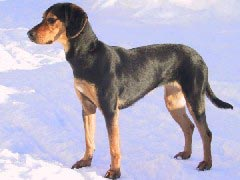
Sabueso helénico
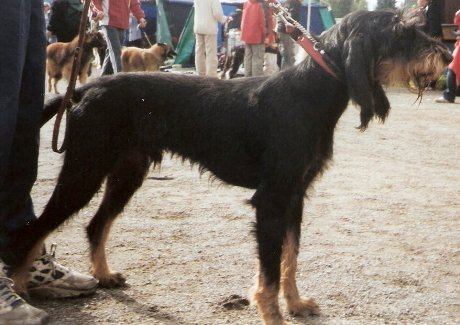
Sabueso italiano de pelo duro
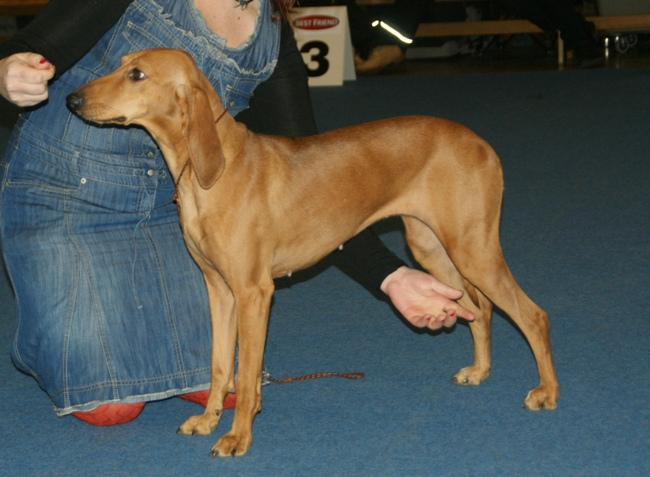
Sabueso italiano de pelo raso
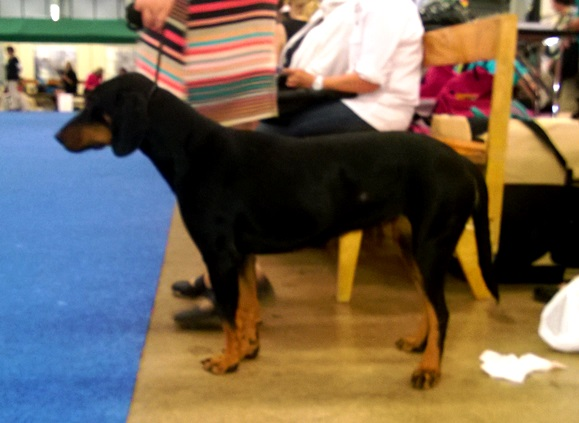
Sabueso montañés de Montenegro
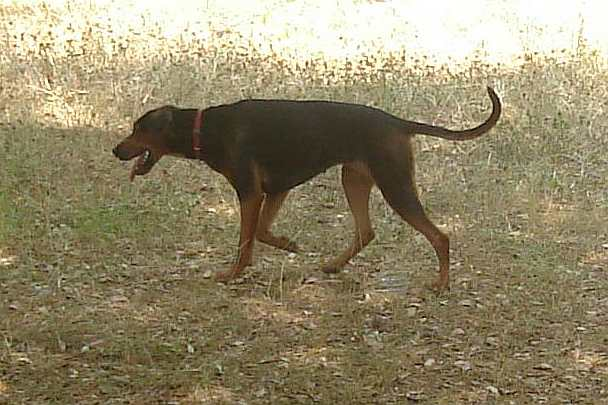
Sabueso serbio
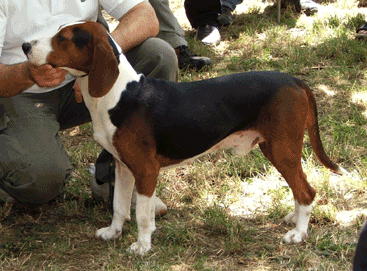
Sabueso serbio tricolor
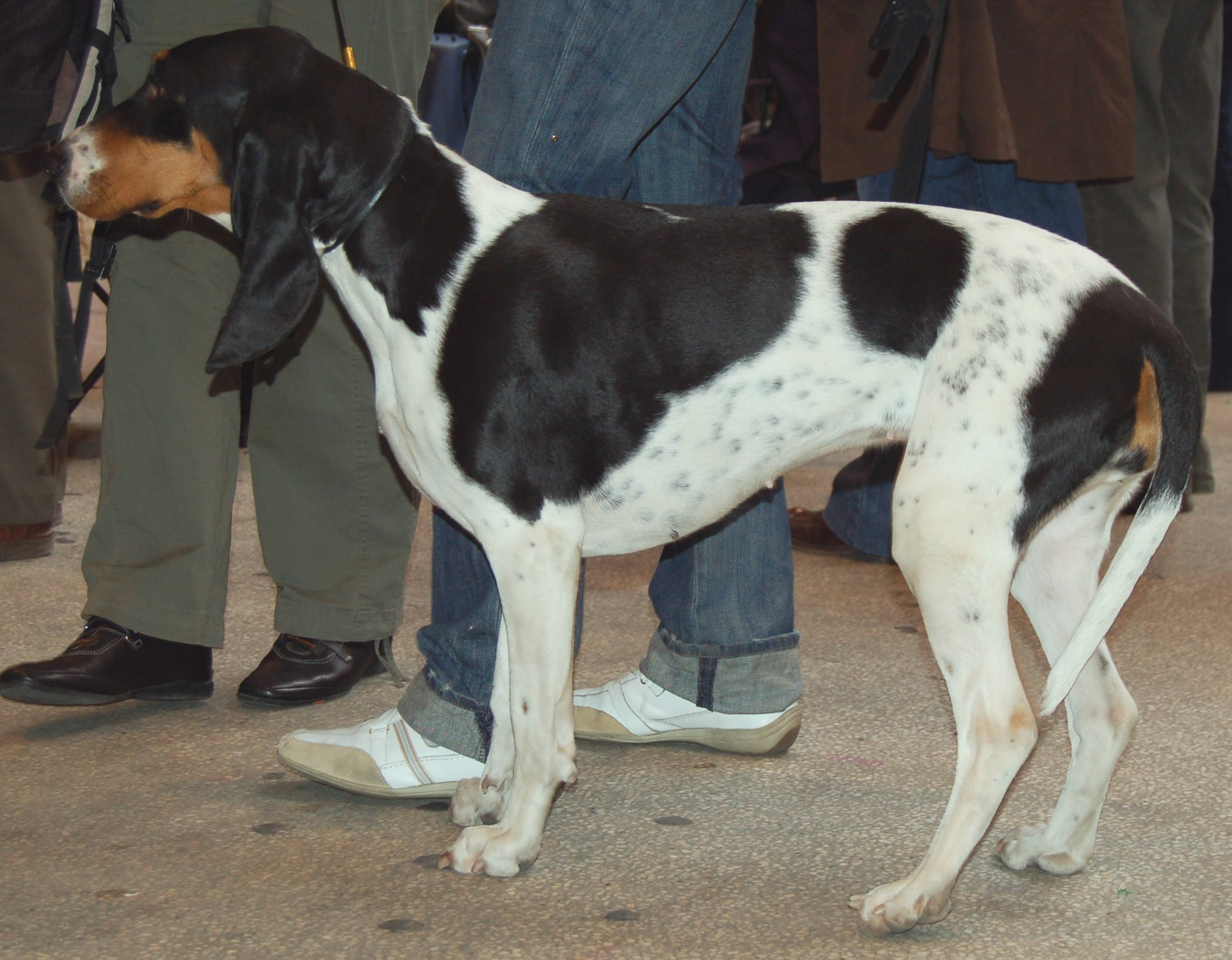
Sabueso suizo de Berna
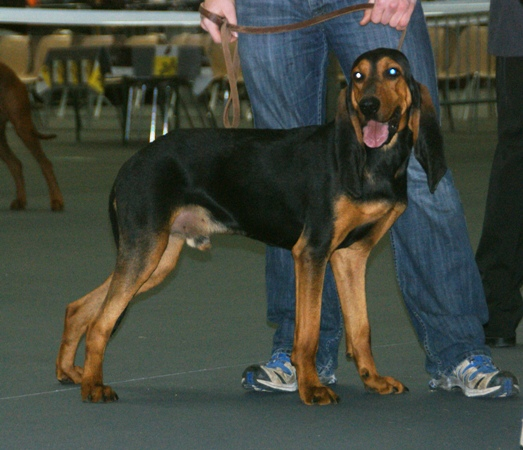
Sabueso suizo del Jura
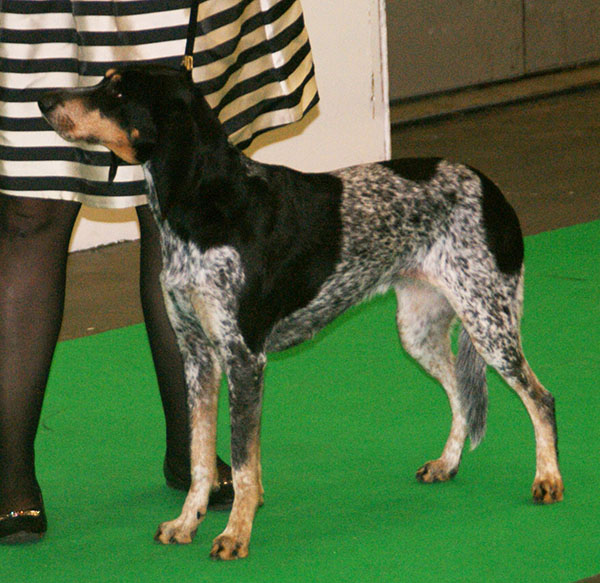
Sabueso suizo de Lucerna
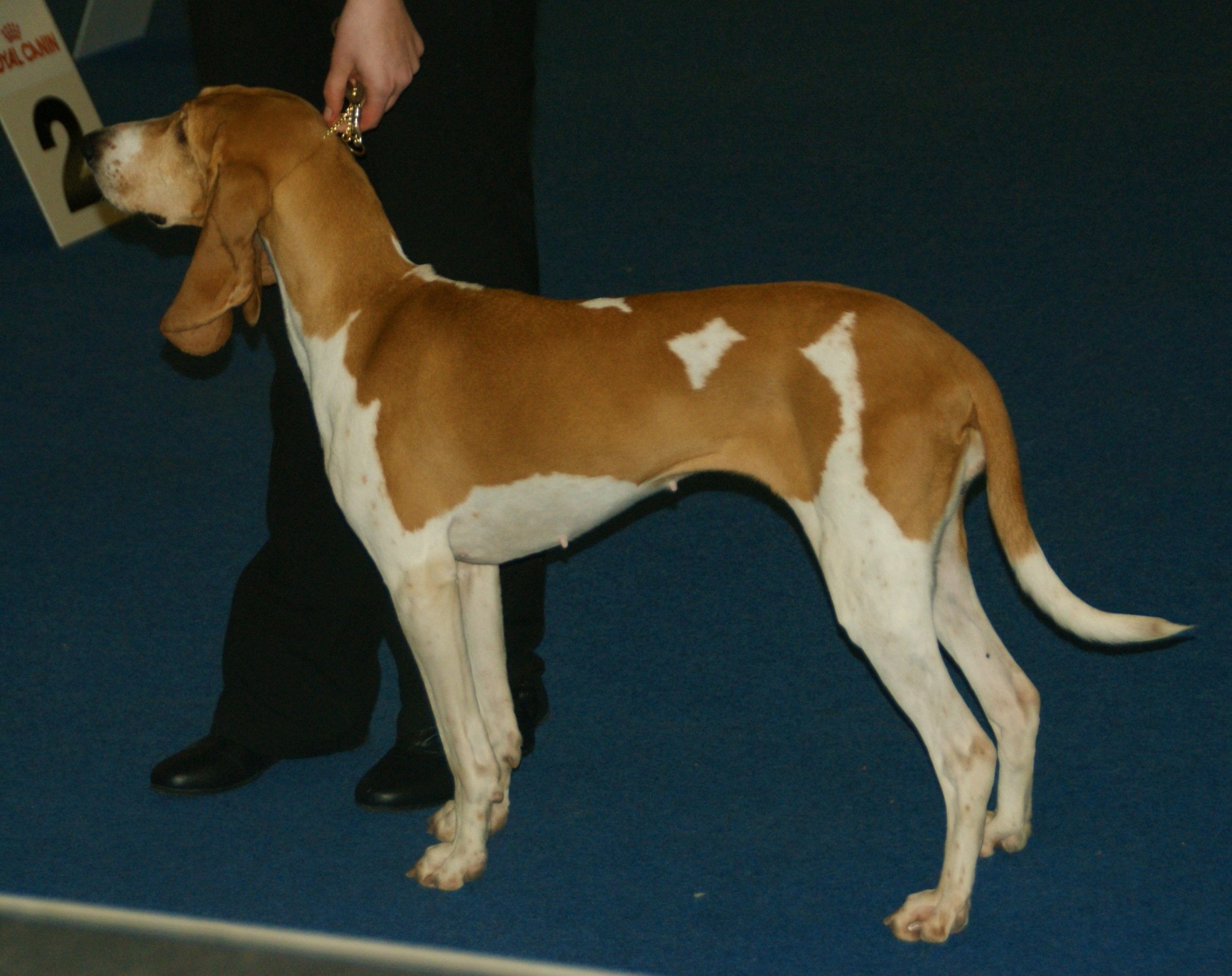
Sabueso suizo de Schwyz
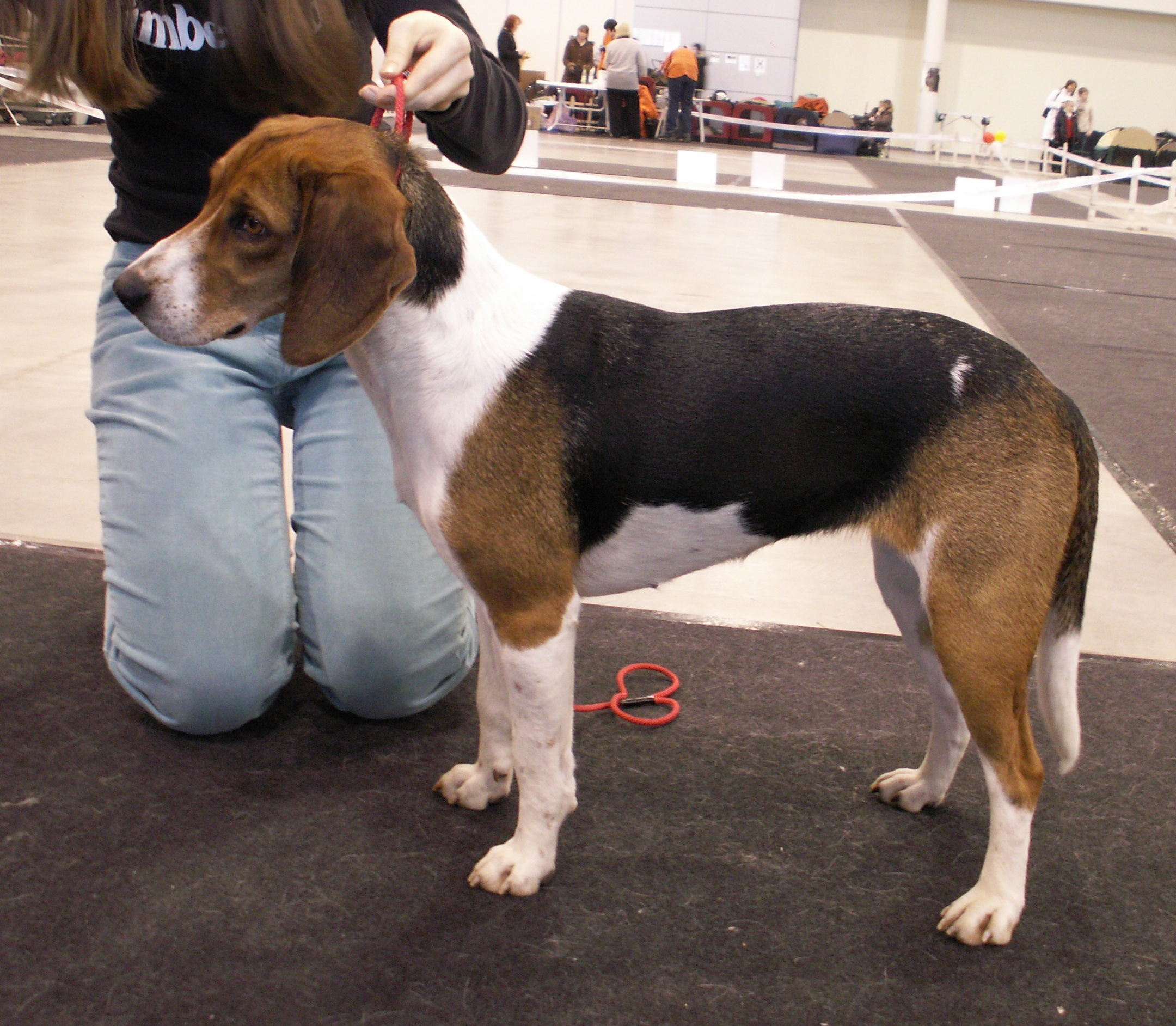
Perro cazador de Estonia

### Talla pequeña

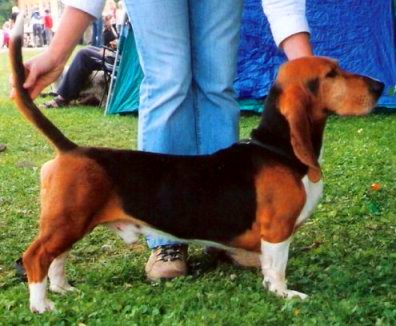
Basset artesiano de Normandía
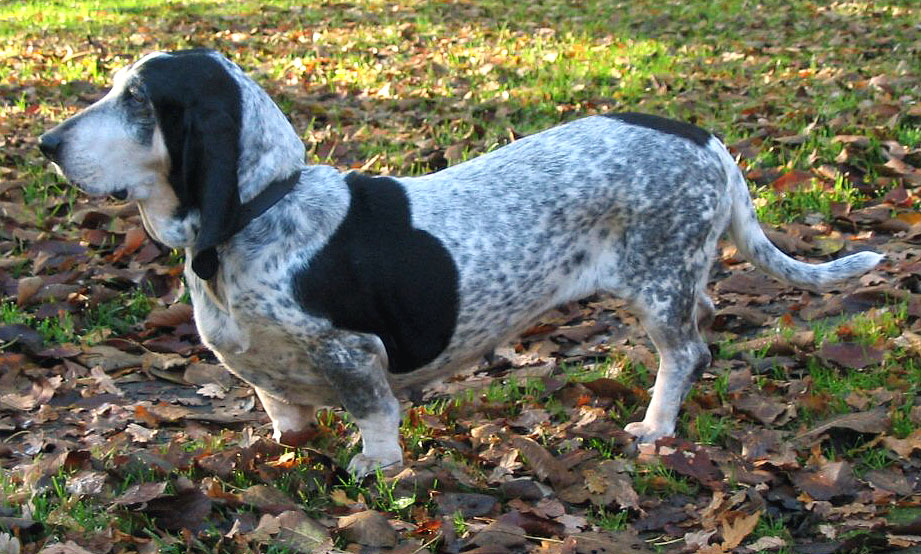
Basset azul de Gascuña
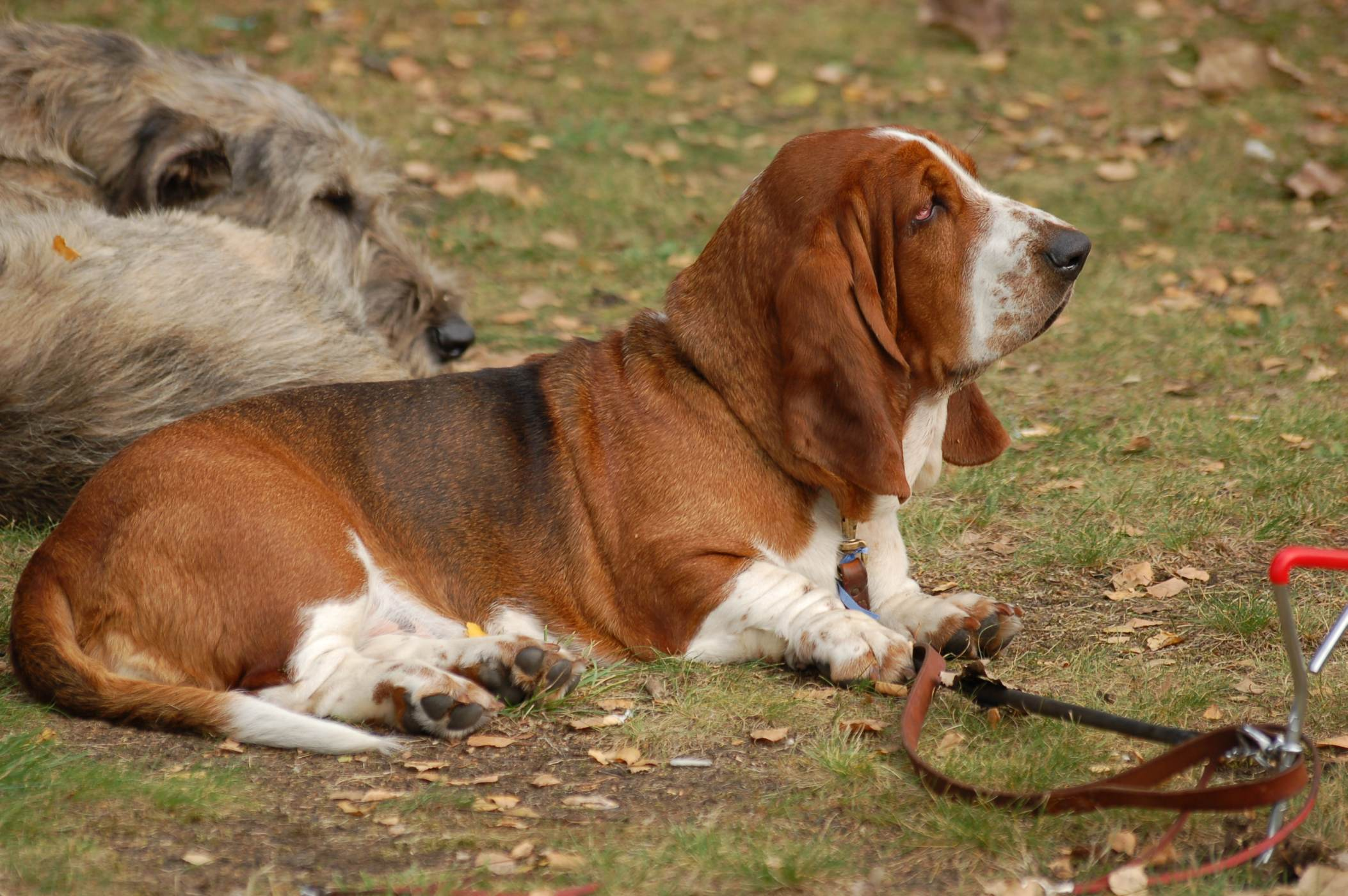
Basset hound
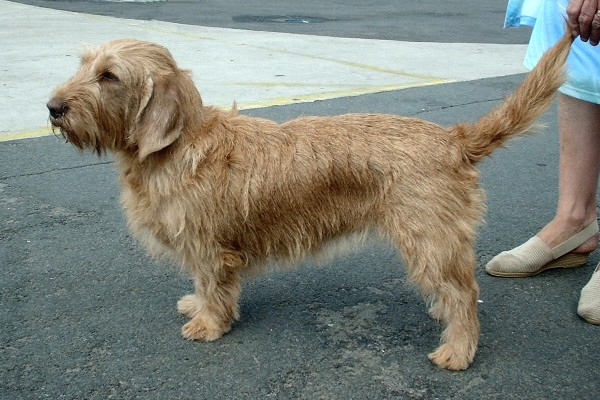
Basset leonado de Bretaña
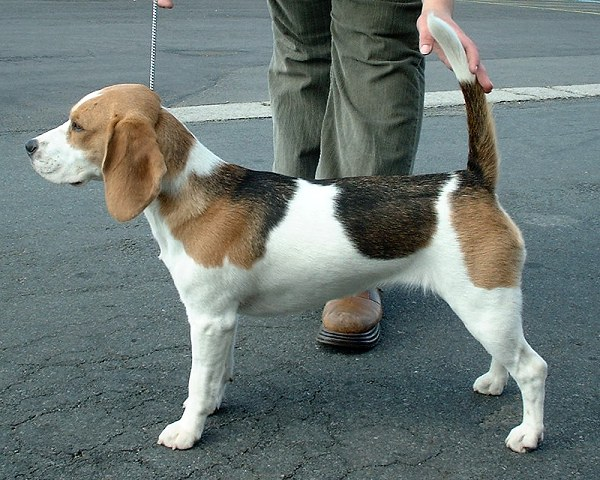
Beagle
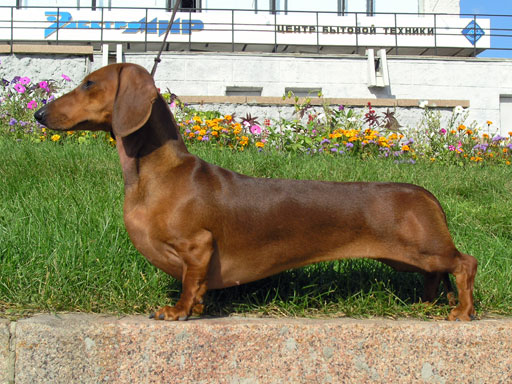
Dachshund
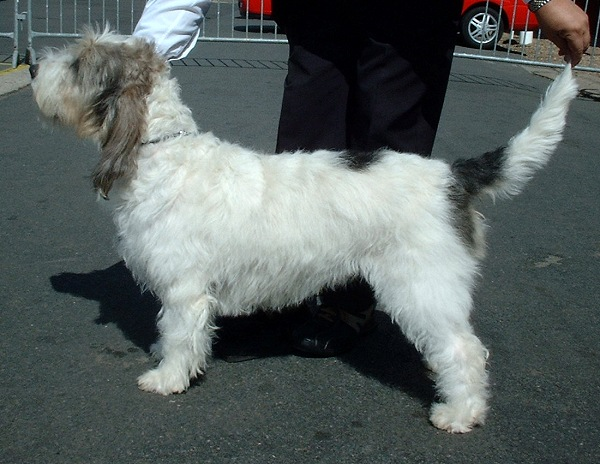
Grifón vandeano basset grande
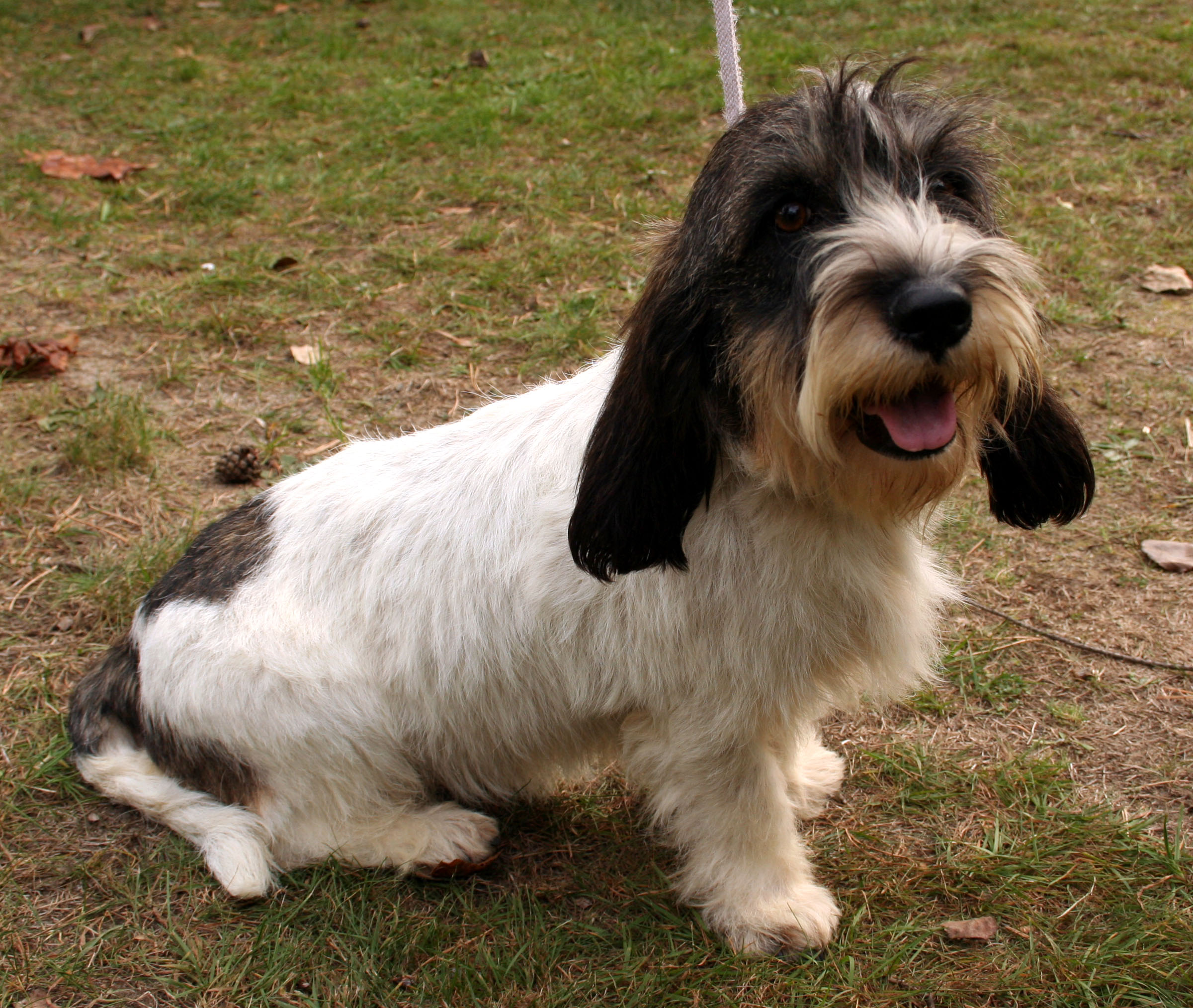
Grifón vandeano basset pequeño
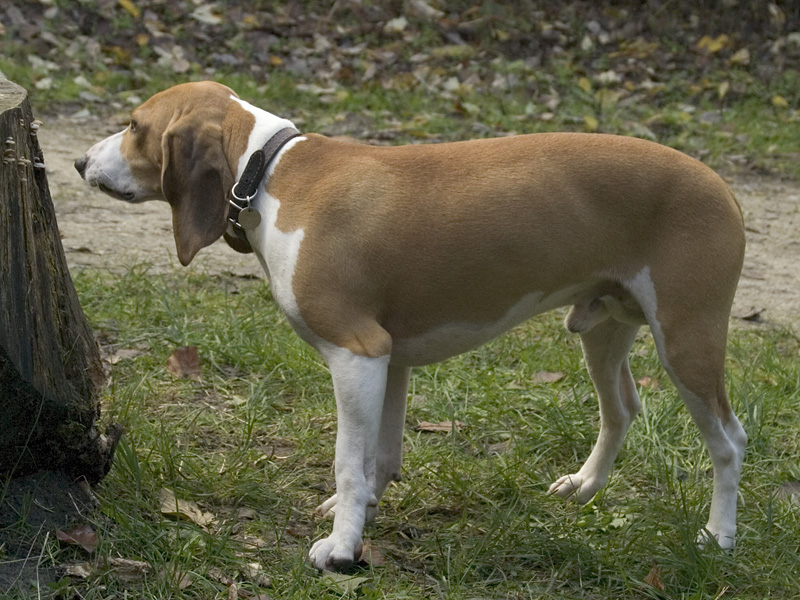
Pequeño sabueso de Suiza
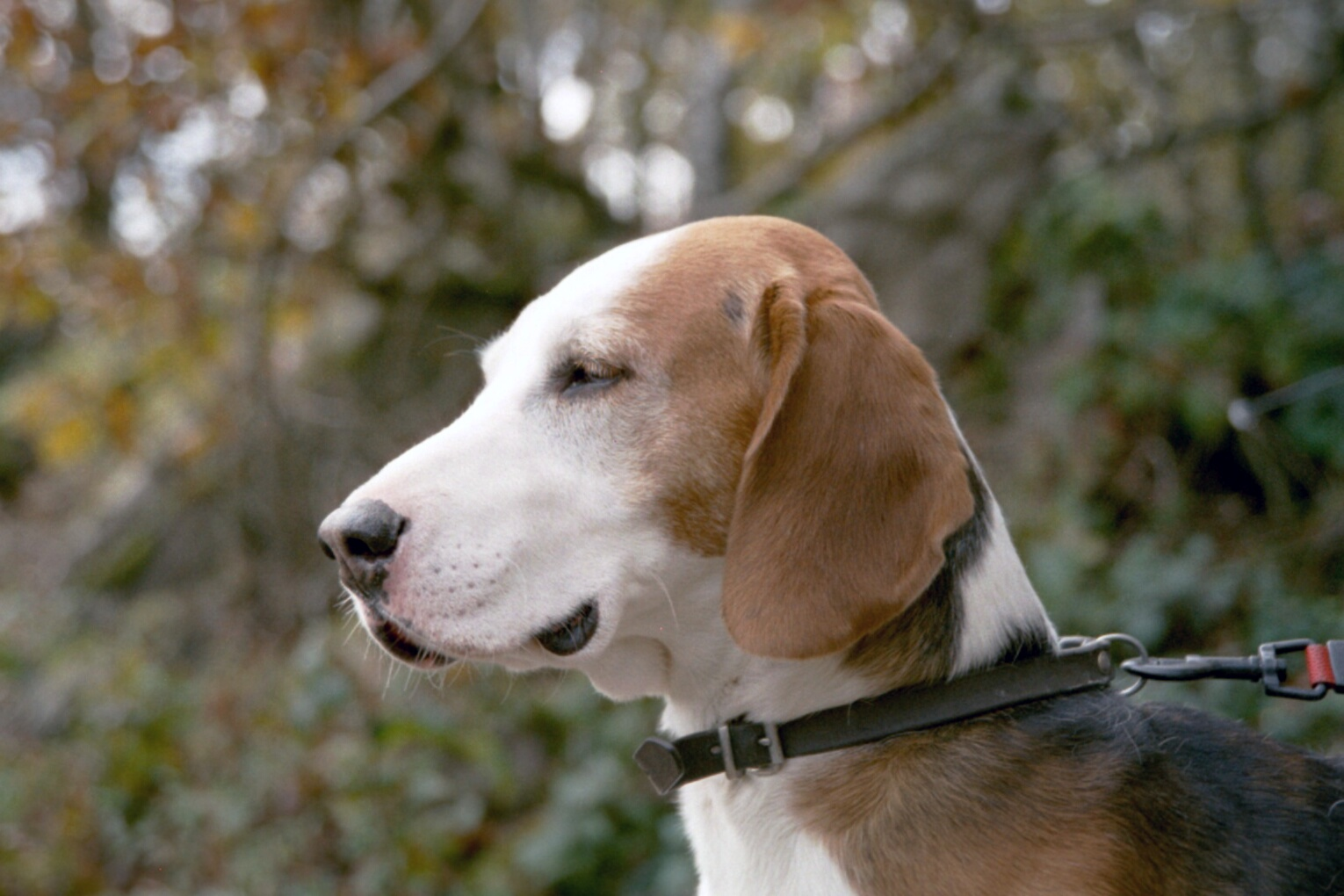
Sabueso alemán
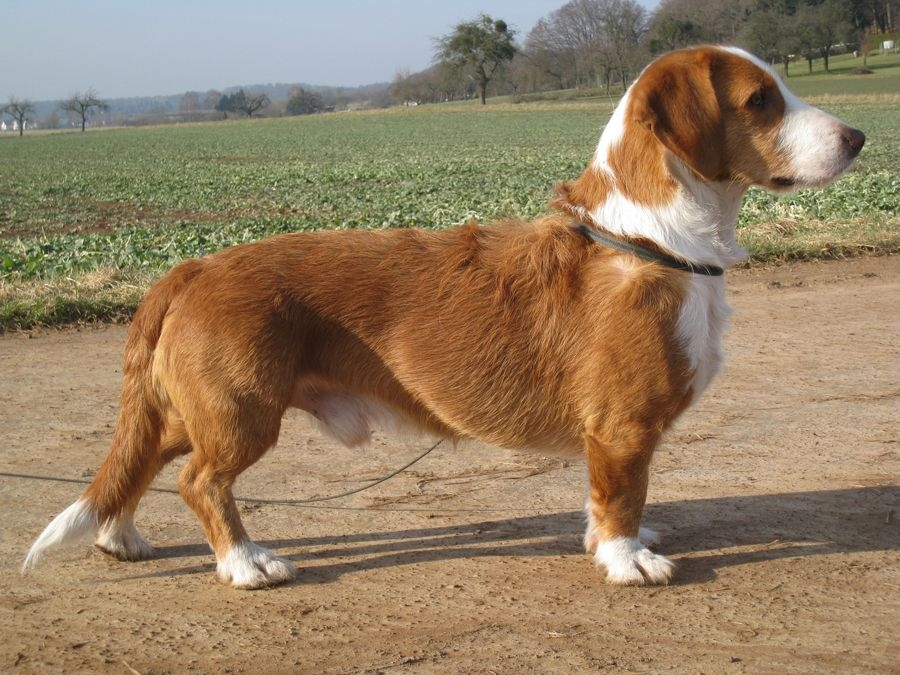
Tejonero de Westfalia
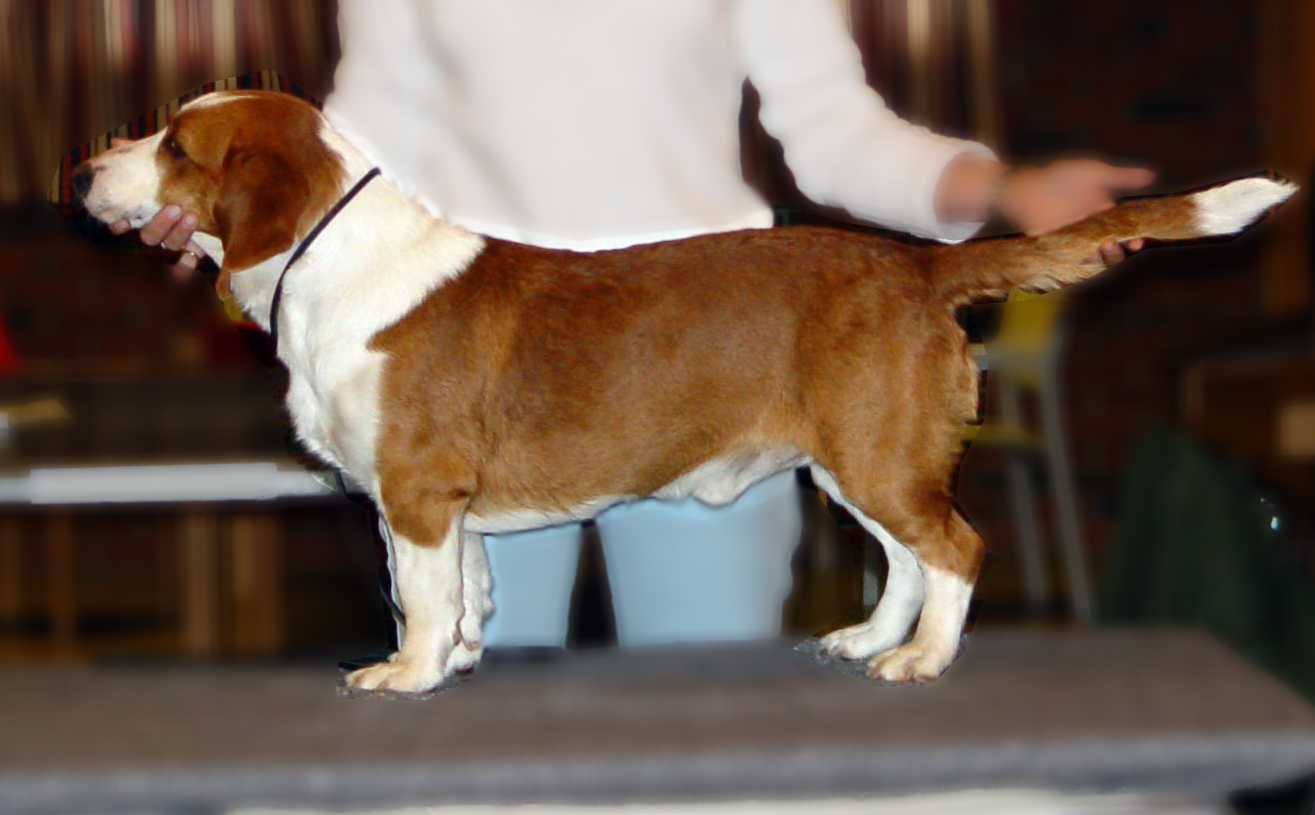
Tejonero sueco

### Perros de rastro

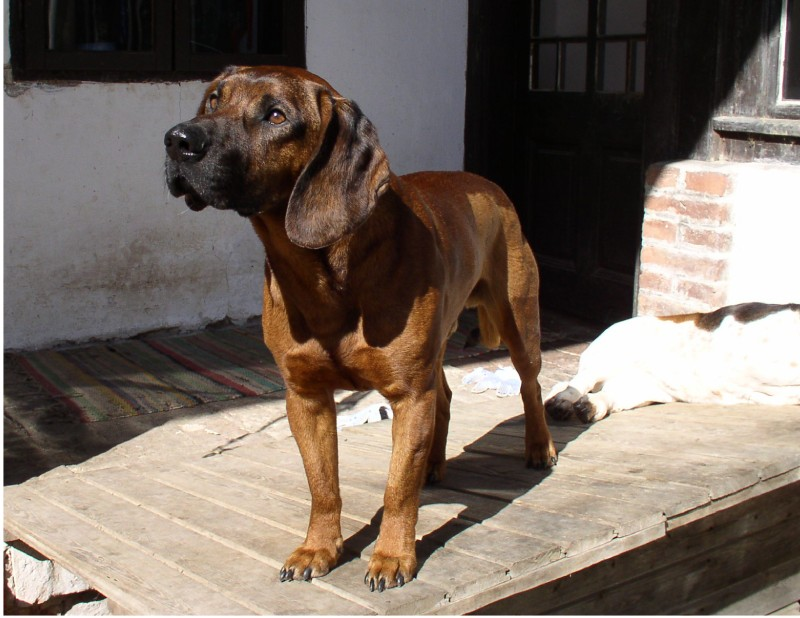
Rastreador de Hannover
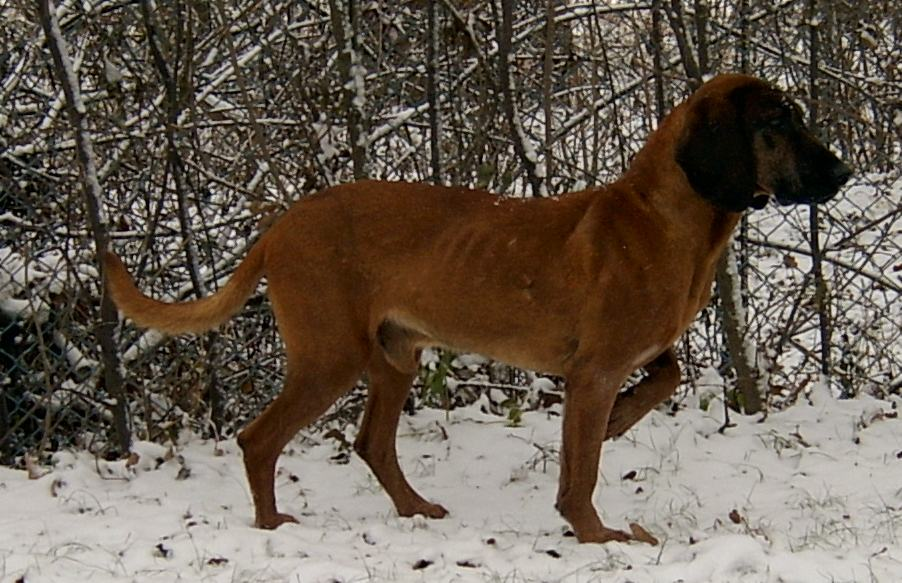
Rastreador montañés de Baviera
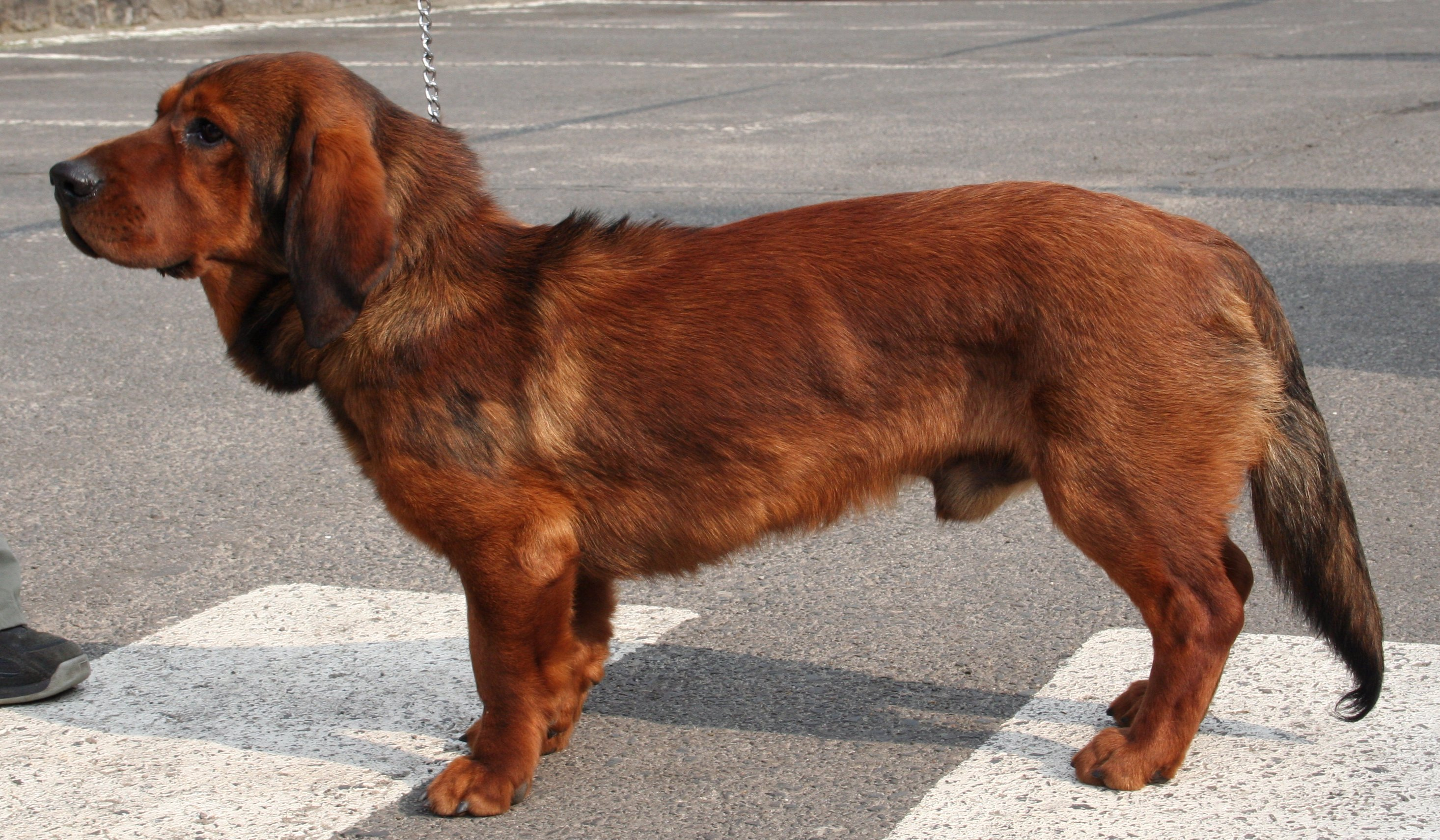
Tejonero de los Alpes

## Otros sabuesos
- Sabueso cántabro
- Sabueso de Bulgaria
- Sabueso Colombiano

### Sabuesos italianos
En italiano, sabueso se traduce como Segugio. Las variedades de sabuesos italianos comprenden:
- Segugio italiano. Admite dos variedades: pelo corto y pelo duro
- Segugio maremmano. Sabueso de Maremma, para la caza del jabalí
- Segugio Cravin, variedad del lebrel italiano para la caza de liebres
- Segugio dell'Appennino. Sabueso de los Apeninos, para la caza de liebres
- Piccolo Segugio dell'Appennino. Sabueso de los Apeninos pequeño